# Lapeyrouse-Fossat
Lapeyrouse-Fossat [la pɛiruzə fosat] est une commune française située dans le nord-est du département de la Haute-Garonne en région Occitanie.
Sur le plan historique et culturel, la commune est dans le Pays toulousain, qui s’étend autour de Toulouse le long de la vallée de la Garonne, bordé à l’ouest par les coteaux du Savès, à l’est par ceux du Lauragais et au sud par ceux de la vallée de l’ Ariège et du Volvestre. Exposée à un climat océanique altéré, elle est drainée par le Girou, le ruisseau de Pichounelle, le ruisseau de Saint-Pierre et par divers autres petits cours d'eau. La commune possède un patrimoine naturel remarquable composé d'une zone naturelle d'intérêt écologique, faunistique et floristique.
Lapeyrouse-Fossat est une commune urbaine qui compte 2 983 habitants en 2022, après avoir connu une forte hausse de la population depuis 1975. Elle appartient à l'unité urbaine de Toulouse et fait partie de l'aire d'attraction de Toulouse. Ses habitants sont appelés les Lapeyrousiens ou  Lapeyrousiennes.

## Géographie

### Localisation
La commune de Lapeyrouse-Fossat se trouve dans le département de la Haute-Garonne, en région Occitanie.
Elle se situe à 11 km à vol d'oiseau de Toulouse, préfecture du département, et à 4 km de Pechbonnieu, bureau centralisateur du canton de Pechbonnieu dont dépend la commune depuis 2015 pour les élections départementales.
La commune fait en outre partie du bassin de vie de Toulouse.
Les communes les plus proches sont : 
Castelmaurou (2,1 km), Saint-Geniès-Bellevue (2,6 km), Saint-Jean (3,1 km), Saint-Loup-Cammas (3,1 km), Rouffiac-Tolosan (3,2 km), Montberon (3,9 km), Garidech (4,0 km), Pechbonnieu (4,2 km).
Sur le plan historique et culturel, Lapeyrouse-Fossat fait partie du pays toulousain, une ceinture de plaines fertiles entrecoupées de bosquets d'arbres, aux molles collines semées de fermes en briques roses, inéluctablement grignotée par l'urbanisme des banlieues.
Lapeyrouse-Fossat est limitrophe de cinq autres communes.
Les communes limitrophes sont Bazus, Castelmaurou, Montberon, Saint-Geniès-Bellevue et Saint-Loup-Cammas.
| Montberon             | Bazus             |              |
| Saint-Loup-Cammas     | Lapeyrouse-Fossat |              |
| Saint-Geniès-Bellevue |                   | Castelmaurou |

### Géologie et relief
La plus grande ville à proximité de Lapeyrouse-Fossat est la ville de L'Union située au sud-ouest de la commune à 5 km.
Au nord, la zone essentiellement agricole dotée de grandes propriétés foncières et de terres de bonne valeur agronomique, correspondant à la plaine alluviale du Girou.
Au sud, le secteur vallonné du territoire communal s'est progressivement urbanisé autour des anciens hameaux (Belloc, Engorp, Le Fossat, le village), et le long des principales voies de communication. Il reste quelques enclaves agricoles disséminées sur un parcellaire très petit.

### Hydrographie

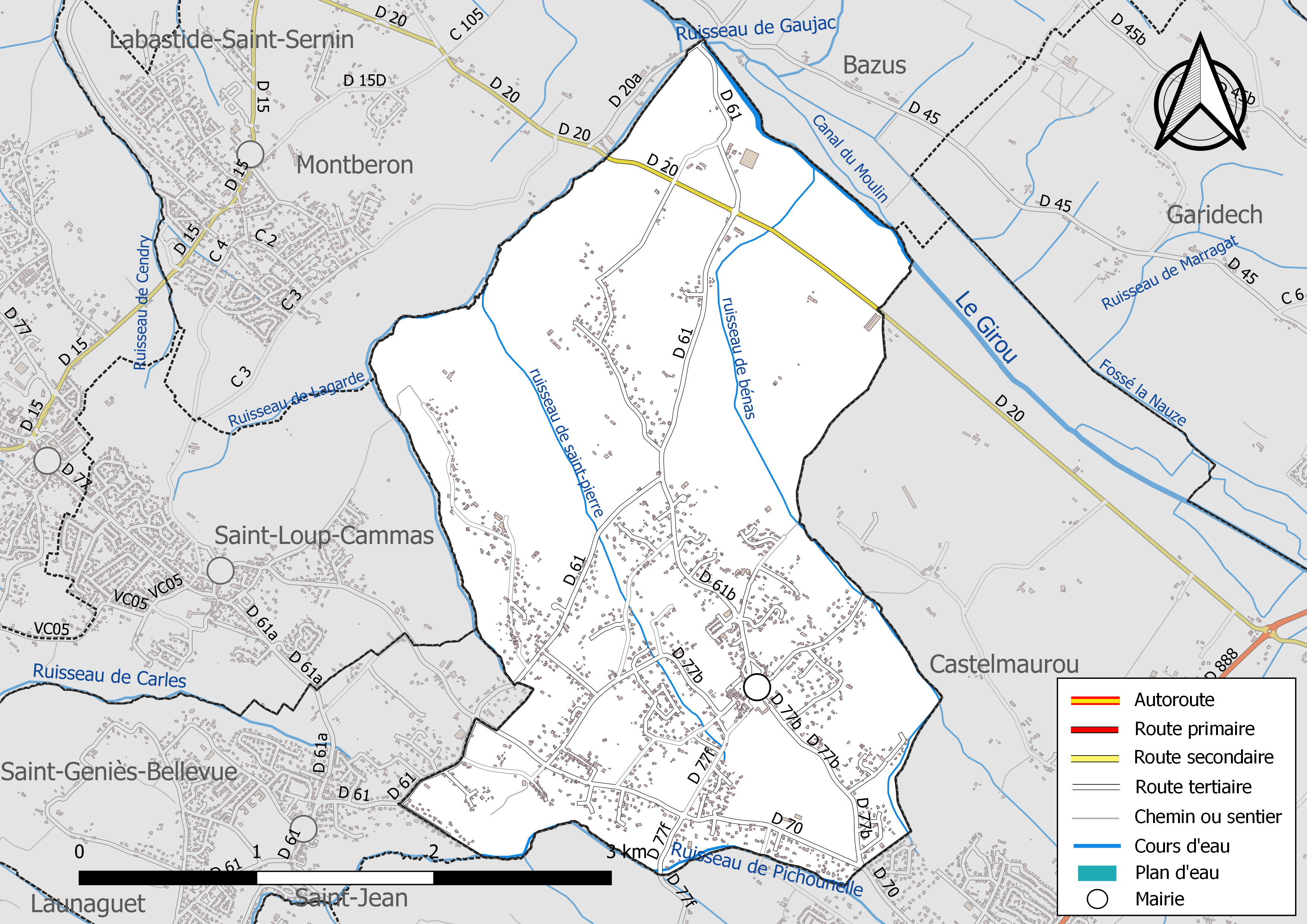
Réseaux hydrographique et routier de Lapeyrouse-Fossat.

La commune est dans le bassin de la Garonne, au sein du bassin hydrographique Adour-Garonne. Elle est drainée par le Girou, le ruisseau de Saint-Pierre, Canal du Moulin, le ruisseau de bénas, le ruisseau de Bollac, le ruisseau de Preissac et par deux petits cours d'eau, constituant un réseau hydrographique de 11 km de longueur totale,.
Le Girou, d'une longueur totale de 64,5 km, prend sa source dans la commune de Puylaurens (81) et s'écoule du sud-est vers le nord-ouest. Il traverse la commune et se jette dans l'Hers-Mort à Saint-Jory, après avoir traversé 31 communes.

### Climat
Pour des articles plus généraux, voir Climat de l'Occitanie et Climat de la Haute-Garonne.
En 2010, le climat de la commune est de type climat du Bassin du Sud-Ouest, selon une étude s'appuyant sur une série de données couvrant la période 1971-2000. En 2020, Météo-France publie une typologie des climats de la France métropolitaine dans laquelle la commune est exposée à un climat océanique altéré et est dans la région climatique Aquitaine, Gascogne, caractérisée par une pluviométrie abondante au printemps, modérée en automne, un faible ensoleillement au printemps, un été chaud (19,5 °C), des vents faibles, des brouillards fréquents en automne et en hiver et des orages fréquents en été (15 à 20 jours).
Pour la période 1971-2000, la température annuelle moyenne est de 13,3 °C, avec une amplitude thermique annuelle de 15,9 °C. Le cumul annuel moyen de précipitations est de 744 mm, avec 9,8 jours de précipitations en janvier et 5,4 jours en juillet. Pour la période 1991-2020, la température moyenne annuelle observée sur la station météorologique la plus proche, située sur la commune de Blagnac à 12 km à vol d'oiseau, est de 14,2 °C et le cumul annuel moyen de précipitations est de 627,0 mm,. Pour l'avenir, les paramètres climatiques de la commune estimés pour 2050 selon différents scénarios d’émission de gaz à effet de serre sont consultables sur un site dédié publié par Météo-France en novembre 2022.

### Milieux naturels et biodiversité

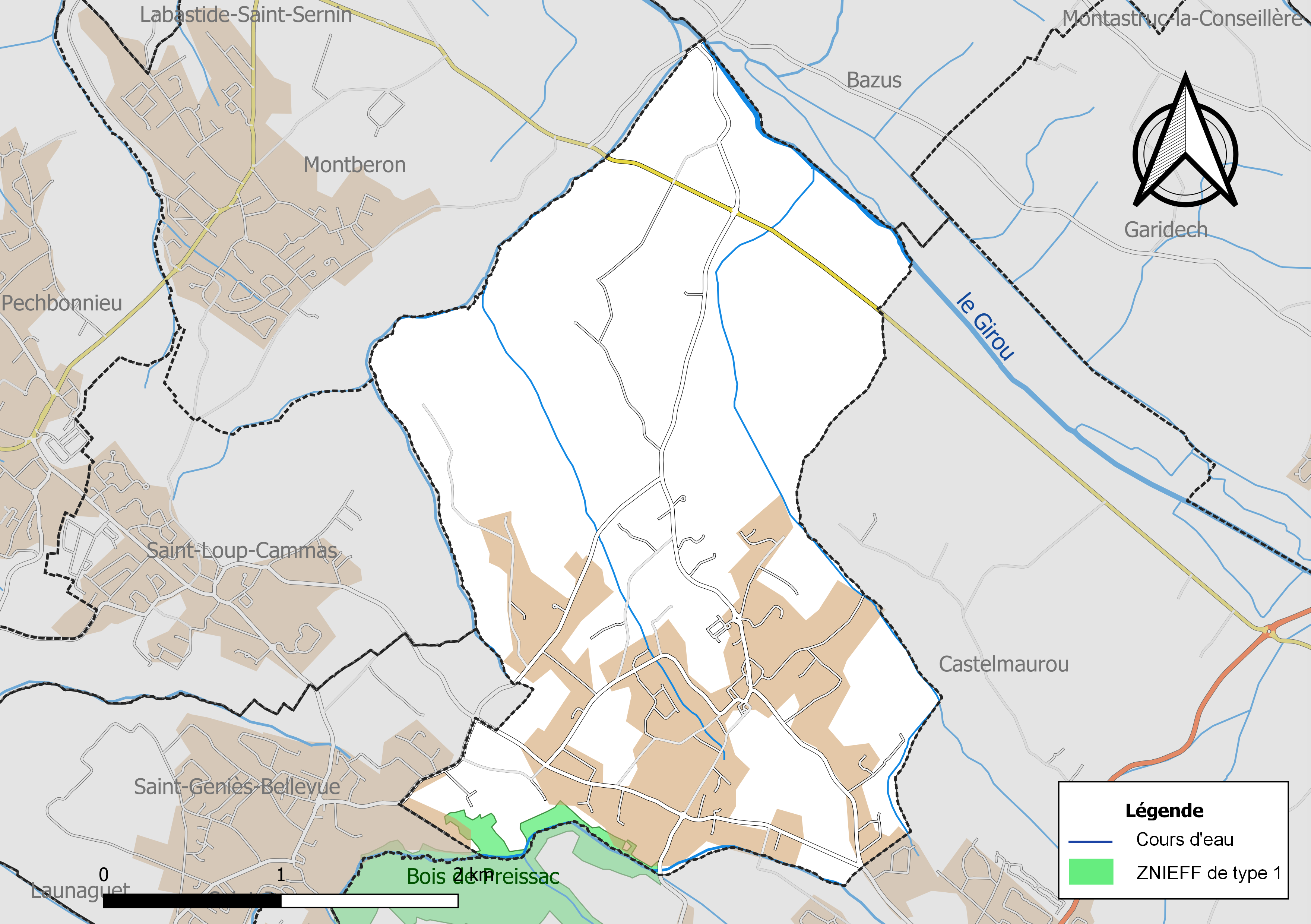
Carte de la ZNIEFF de type 1 localisée sur la commune.

L’inventaire des zones naturelles d'intérêt écologique, faunistique et floristique (ZNIEFF) a pour objectif de réaliser une couverture des zones les plus intéressantes sur le plan écologique, essentiellement dans la perspective d’améliorer la connaissance du patrimoine naturel national et de fournir aux différents décideurs un outil d’aide à la prise en compte de l’environnement dans l’aménagement du territoire.
Une ZNIEFF de type 1 est recensée sur la commune :
le « bois de Preissac » (107 ha), couvrant 4 communes du département.

## Urbanisme

### Typologie
Au 1er janvier 2024, Lapeyrouse-Fossat est catégorisée ceinture urbaine, selon la nouvelle grille communale de densité à sept niveaux définie par l'Insee en 2022.
Elle appartient à l'unité urbaine de Toulouse, une agglomération inter-départementale regroupant 81  communes, dont elle est une commune de la banlieue,,. Par ailleurs la commune fait partie de l'aire d'attraction de Toulouse, dont elle est une commune de la couronne,. Cette aire, qui regroupe 527 communes, est catégorisée dans les aires de 700 000 habitants ou plus (hors Paris),.

### Occupation des sols
L'occupation des sols de la commune, telle qu'elle ressort de la base de données européenne d’occupation biophysique des sols Corine Land Cover (CLC), est marquée par l'importance des territoires agricoles (60,3 % en 2018), en diminution par rapport à 1990 (81,4 %). La répartition détaillée en 2018 est la suivante : 
terres arables (51,6 %), zones urbanisées (32,2 %), zones agricoles hétérogènes (8,7 %), forêts (7,5 %). L'évolution de l’occupation des sols de la commune et de ses infrastructures peut être observée sur les différentes représentations cartographiques du territoire : la carte de Cassini (XVIIIe siècle), la carte d'état-major (1820-1866) et les cartes ou photos aériennes de l'IGN pour la période actuelle (1950 à aujourd'hui).

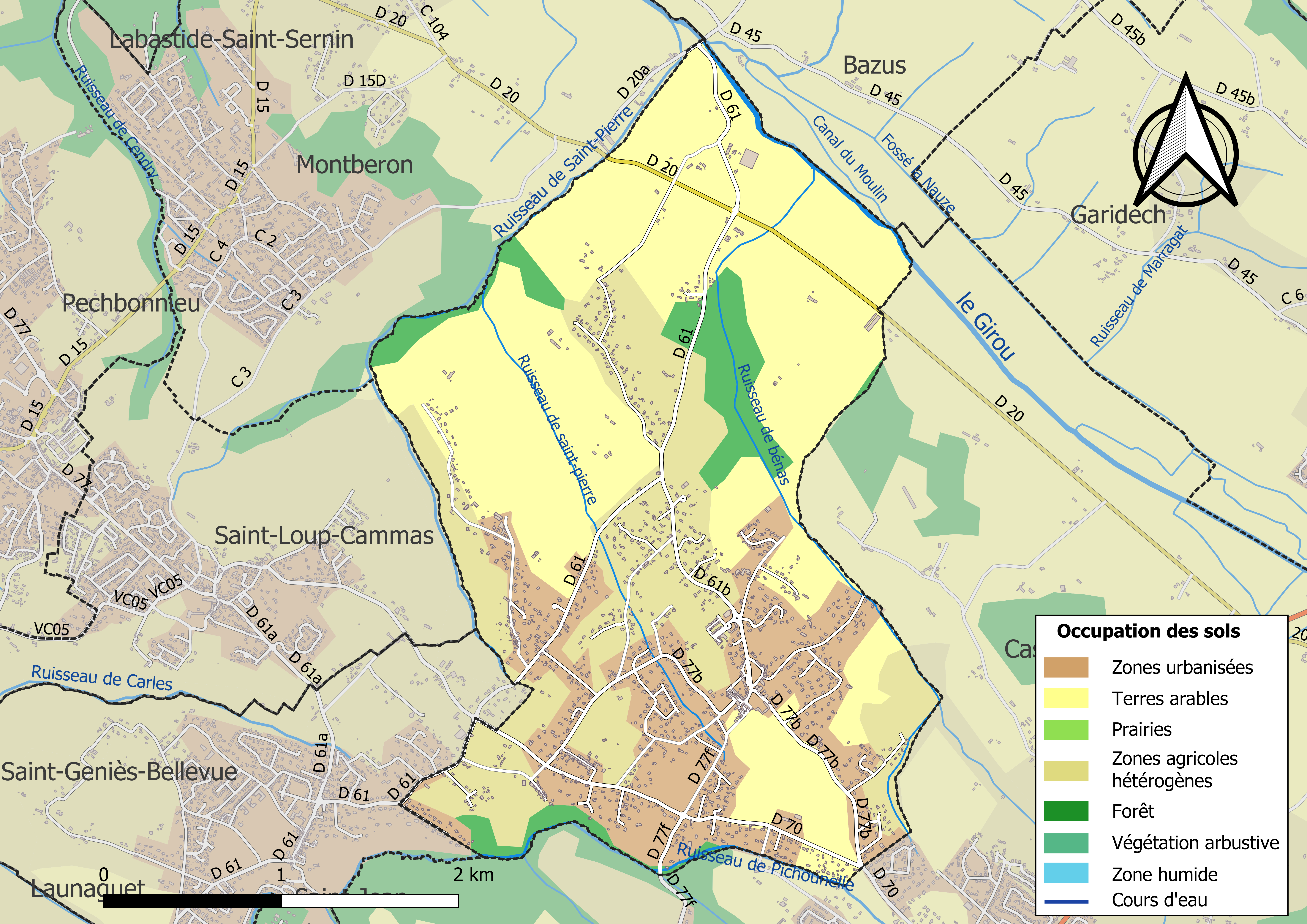
Carte des infrastructures et de l'occupation des sols de la commune en 2018 (CLC).

### Voies de communication et transports
La ligne 76 du réseau Tisséo relie le centre de la commune à la station Argoulets du métro de Toulouse.

### Risques majeurs
Le territoire de la commune de Lapeyrouse-Fossat est vulnérable à différents aléas naturels : météorologiques (tempête, orage, neige, grand froid, canicule ou sécheresse), inondations et séisme (sismicité très faible). Un site publié par le BRGM permet d'évaluer simplement et rapidement les risques d'un bien localisé soit par son adresse soit par le numéro de sa parcelle.
Certaines parties du territoire communal sont susceptibles d’être affectées par le risque d’inondation par débordement de cours d'eau, notamment le Girou. La commune a été reconnue en état de catastrophe naturelle au titre des dommages causés par les inondations et coulées de boue survenues en 1982, 1996, 1999 et 2009,.

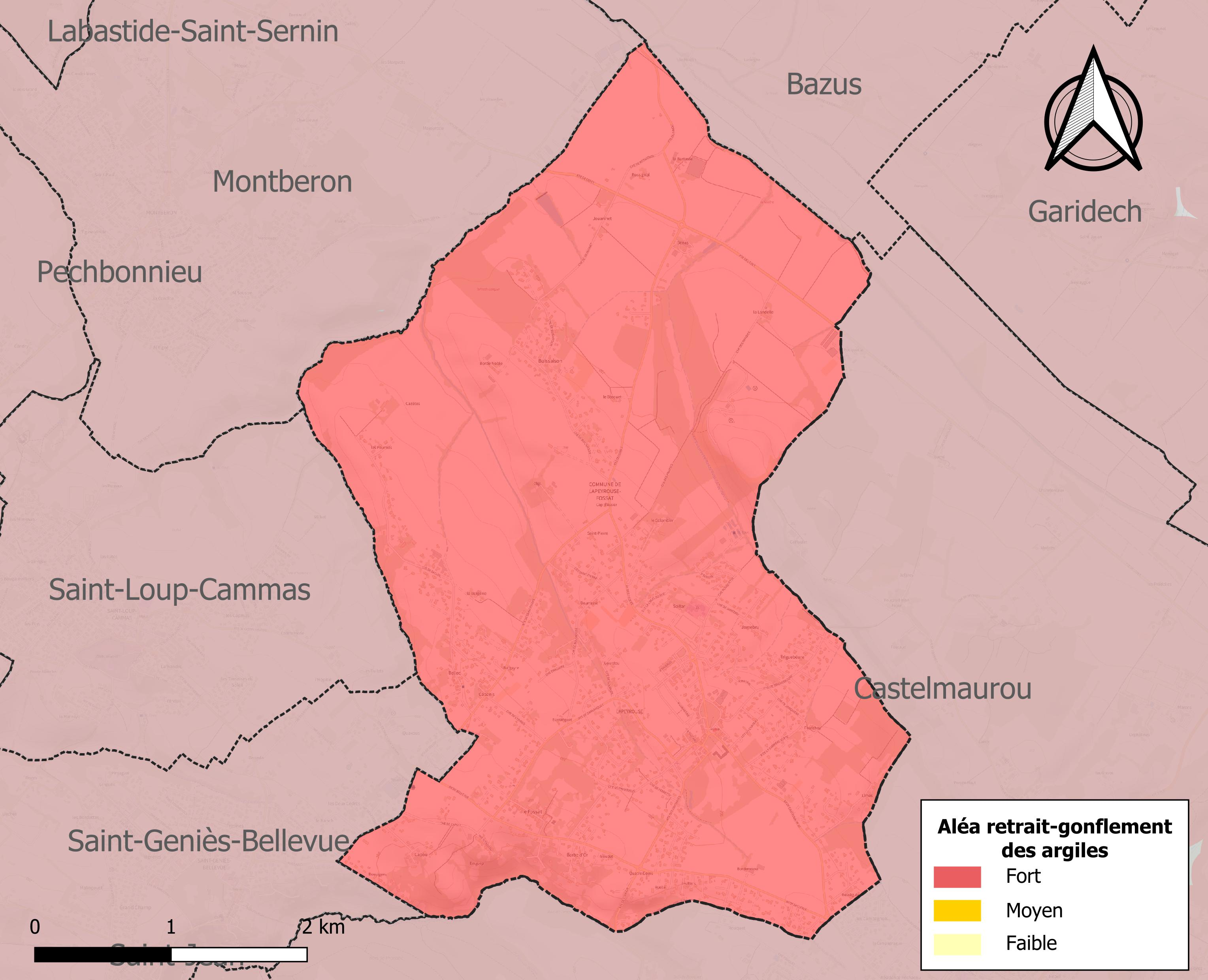
Carte des zones d'aléa retrait-gonflement des sols argileux de Lapeyrouse-Fossat.

Le retrait-gonflement des sols argileux est susceptible d'engendrer des dommages importants aux bâtiments en cas d’alternance de périodes de sécheresse et de pluie. La totalité de la commune est en aléa moyen ou fort (88,8 % au niveau départemental et 48,5 % au niveau national). Sur les 1 081 bâtiments dénombrés sur la commune en 2019, 1 081 sont en aléa moyen ou fort, soit 100 %, à comparer aux 98 % au niveau départemental et 54 % au niveau national. Une cartographie de l'exposition du territoire national au retrait gonflement des sols argileux est disponible sur le site du BRGM,.
Par ailleurs, afin de mieux appréhender le risque d’affaissement de terrain, l'inventaire national des cavités souterraines permet de localiser celles situées sur la commune.
Concernant les mouvements de terrains, la commune a été reconnue en état de catastrophe naturelle au titre des dommages causés par la sécheresse en 1989, 1992, 1994, 1998, 2003, 2011 et 2016 et par des mouvements de terrain en 1999.

## Histoire
Lapeyrouse-Fossat est un village ancien puisque déjà mentionné en 1254 comme fief de la baronnie de Castelmaurou, institué par l'évêque de Toulouse en faveur de Raimond de Castelnau. Le village a une double origine. Il a été formé des mots Lapeyrouse et Fossat, qui autrefois formaient deux communes distinctes, mais qui ont été  réunies en une seule le 1er janvier 1836. Il reste peu de vestiges de cette époque, hormis deux châteaux de style moderne, dont l'un du XVIIIe siècle.
À noter l'existence de trois sites archéologiques recensés à ce jour par le service régional de l'archéologie et pour lesquels une protection dans leur état actuel se justifie. Il s'agit de la station gallo-romaine de Barranquet : une concentration significative de mobilier antique a été relevé en ce lieu. Les nombreux fragments d'éléments de construction et de décoration laissent entrevoir un important établissement rural ; de la station gallo-romaine de Bourrasse : une station antique caractérisée par des briques, des tuiles à rebord, des moellons de marne et de nombreux fragments de céramique ; des indices gallo-romains de Jouaninet : au nord-ouest de Jouaninet, une parcelle a livré des briques et quelques tegulae.

## Politique et administration

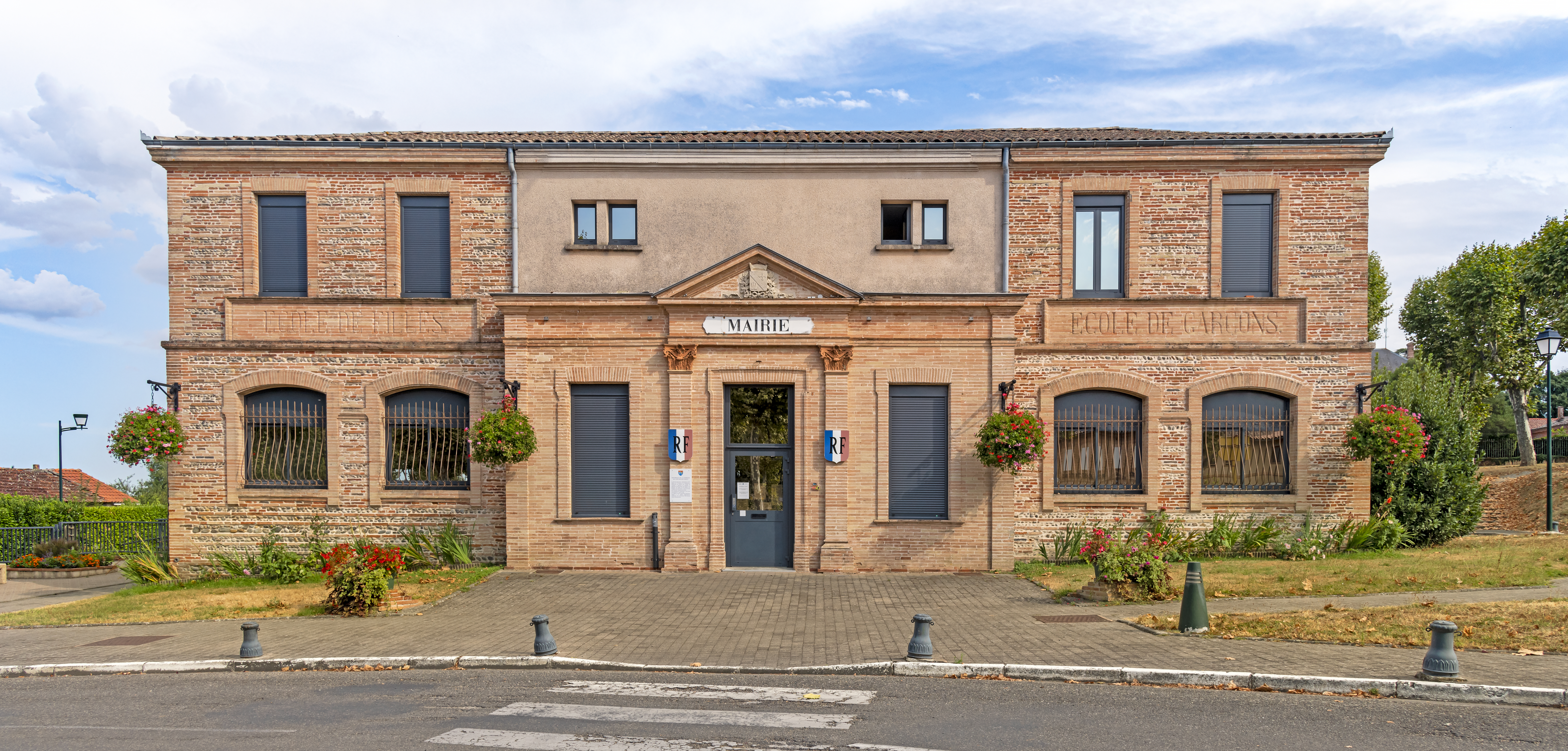
La façade de la mairie

### Administration municipale
Le nombre d'habitants au recensement de 2011 étant compris entre 2 500 habitants et 3 499 habitants, le nombre de membres du conseil municipal pour l'élection de 2014 est de vingt trois,.

### Rattachements administratifs et électoraux
Commune faisant partie de la deuxième circonscription de la Haute-Garonne de la communauté de communes des Coteaux du Girou et du canton de Pechbonnieu (avant le redécoupage départemental de 2014, Lapeyrouse-Fossat faisait partie de l'ex-canton de Montastruc-la-Conseillère).

### Liste des maires
| Période                                  | Période           | Identité                     | Étiquette | Qualité                    |
| ---------------------------------------- | ----------------- | ---------------------------- | --------- | -------------------------- |
| Les données manquantes sont à compléter. |                   |                              |           |                            |
| 1848                                     | 1852              | Raymond Connac               |           |                            |
| 1852                                     | 1870              | Christophe de Villars        |           |                            |
| 1870                                     | 1871              | Antoine Danjoi               |           |                            |
| 1871                                     | 1873              | Bertrand Adolphe Calvet      |           |                            |
| 1873                                     | 1875              | Louis Ferdinand de Comminges |           |                            |
| 1875                                     | 1900              | Jean Delbreil                |           |                            |
| 1900                                     | 1919              | Jean-Baptiste Faugère        |           |                            |
| 1919                                     | 1944              | Guillaume Alaux              |           |                            |
| 1944                                     | 1945              | Jean-Baptiste Pradier        |           |                            |
| 1945                                     | mars 1965         | Étienne Lacourt              |           |                            |
| mars 1965                                | août 1984 (décès) | Jean Saint-Genièz            |           |                            |
| 1984                                     | mars 2001         | Valère Chiodo                |           | Maire honoraire            |
| mars 2001                                | mai 2020          | Alain Guilleminot            | DVD       | Ingénieur                  |
| mai 2020                                 | En cours          | Corinne Gonzales             |           | Ancienne première adjointe |

### Politique de développement durable
La commune a engagé une politique de développement durable en lançant une démarche d'Agenda 21.

## Population et société

### Démographie
L'évolution du nombre d'habitants est connue à travers les recensements de la population effectués dans la commune depuis 1793. Pour les communes de moins de 10 000 habitants, une enquête de recensement portant sur toute la population est réalisée tous les cinq ans, les populations de référence des années intermédiaires étant quant à elles estimées par interpolation ou extrapolation. Pour la commune, le premier recensement exhaustif entrant dans le cadre du nouveau dispositif a été réalisé en 2005.

En 2022, la commune comptait 2 983 habitants, en évolution de +6,76 % par rapport à 2016 (Haute-Garonne : +8,02 %, France hors Mayotte : +2,11 %).
| 1793 | 1800 | 1806 | 1821 | 1831 | 1836 | 1841 | 1846 | 1851 |
| ---- | ---- | ---- | ---- | ---- | ---- | ---- | ---- | ---- |
| 291  | 256  | 360  | 399  | 478  | 686  | 648  | 642  | 639  |

| 1856 | 1861 | 1866 | 1872 | 1876 | 1881 | 1886 | 1891 | 1896 |
| ---- | ---- | ---- | ---- | ---- | ---- | ---- | ---- | ---- |
| 604  | 595  | 625  | 595  | 551  | 562  | 565  | 533  | 512  |

| 1901 | 1906 | 1911 | 1921 | 1926 | 1931 | 1936 | 1946 | 1954 |
| ---- | ---- | ---- | ---- | ---- | ---- | ---- | ---- | ---- |
| 508  | 507  | 493  | 421  | 422  | 385  | 412  | 443  | 485  |

| 1962 | 1968 | 1975 | 1982  | 1990  | 1999  | 2005  | 2006  | 2010  |
| ---- | ---- | ---- | ----- | ----- | ----- | ----- | ----- | ----- |
| 493  | 607  | 894  | 1 295 | 1 596 | 2 056 | 2 373 | 2 500 | 2 686 |

| 2015  | 2020  | 2022  | - | - | - | - | - | - |
| ----- | ----- | ----- | - | - | - | - | - | - |
| 2 753 | 2 919 | 2 983 | - | - | - | - | - | - |

| selon la population municipale des années : | 1968 | 1975 | 1982 | 1990 | 1999 | 2006 | 2009 | 2013 |
| Rang de la commune dans le département      | 117  | 104  | 88   | 83   | 76   | 76   | 75   | 78   |
| Nombre de communes du département           | 592  | 582  | 586  | 588  | 588  | 588  | 589  | 589  |

### Enseignement
Lapeyrouse-Fossat fait partie de l'académie de Toulouse.
Lapeyrouse-Fossat dispose d'un groupe scolaire : école maternelle et d'une école élémentaire, l'école Georges Brassens, située 1 chemin Jamebru. Elles font partie de l'académie de Toulouse.

### Manifestations culturelles et festivités
Lapeyrouse Fossat confectionne chaque année la plus grande tarte aux fraises au monde (22 m²) avec des fraises du pays (500 kg de fraises).
C'est à la force des bras que cette tarte géante de presque une tonne est acheminée à travers tout le village.
Chaque année une trentaine de bénévoles participent à la confection de cette délicieuse tarte et des milliers de personnes viennent la déguster.
Foyer rural, loisir et culture,

### Sports
Chasse, pêche, basket-ball, football, tennis, rugby à XV, floorball, équitation,

### Écologie et recyclage
La collecte et le traitement des déchets des ménages et des déchets assimilés ainsi que la protection et la mise en valeur de l'environnement se font dans le cadre de la communauté de communes des Coteaux du Girou, (SITROM), et du syndicat de traitement DECOSET.
La déchèterie la plus proche se situe sur la commune de Garidech.

## Économie

### Revenus
En 2018  (données Insee publiées en septembre 2021), la commune compte 1 110 ménages fiscaux, regroupant 3 094 personnes. La médiane du revenu disponible par unité de consommation est de 29 020 € (23 140 € dans le département). 73 % des ménages fiscaux sont imposés (55,3 % dans le département).

### Emploi
|                | 2008  | 2013  | 2018  |
| -------------- | ----- | ----- | ----- |
| Commune        | 4,4 % | 5,1 % | 4,9 % |
| Département    | 7,7 % | 9,6 % | 9,3 % |
| France entière | 8,3 % | 10 %  | 10 %  |

En 2018, la population âgée de 15 à 64 ans s'élève à 1 831 personnes, parmi lesquelles on compte 78,6 % d'actifs (73,7 % ayant un emploi et 4,9 % de chômeurs) et 21,4 % d'inactifs,. Depuis 2008, le taux de chômage communal (au sens du recensement) des 15-64 ans est inférieur à celui de la France et du département.
La commune fait partie de la couronne de l'aire d'attraction de Toulouse, du fait qu'au moins 15 % des actifs travaillent dans le pôle,. Elle compte 227 emplois en 2018, contre 326 en 2013 et 230 en 2008. Le nombre d'actifs ayant un emploi résidant dans la commune est de 1 371, soit un indicateur de concentration d'emploi de 16,6 % et un taux d'activité parmi les 15 ans ou plus de 62,5 %.
Sur ces 1 371 actifs de 15 ans ou plus ayant un emploi, 118 travaillent dans la commune, soit 9 % des habitants. Pour se rendre au travail, 88 % des habitants utilisent un véhicule personnel ou de fonction à quatre roues, 4,7 % les transports en commun, 3,7 % s'y rendent en deux-roues, à vélo ou à pied et 3,6 % n'ont pas besoin de transport (travail au domicile).

### Activités hors agriculture

#### Secteurs d'activités
242 établissements sont implantés  à Lapeyrouse-Fossat au 31 décembre 2019. Le tableau ci-dessous en détaille le nombre par secteur d'activité et compare les ratios avec ceux du département,.
| Secteur d'activité                                                                                        | Commune | Commune | Département |
| Secteur d'activité                                                                                        | Nombre  | %       | %           |
| --- | ------- | ------- | ----------- |
| Ensemble                                                                                                  | 242     | 100 %   | (100 %)     |
| Industrie manufacturière, industries extractives et autres                                                | 18      | 7,4 %   | (5,7 %)     |
| Construction                                                                                              | 44      | 18,2 %  | (12 %)      |
| Commerce de gros et de détail, transports, hébergement et restauration                                    | 41      | 16,9 %  | (25,9 %)    |
| Information et communication                                                                              | 15      | 6,2 %   | (4,1 %)     |
| Activités financières et d'assurance                                                                      | 10      | 4,1 %   | (3,8 %)     |
| Activités immobilières                                                                                    | 11      | 4,5 %   | (4,2 %)     |
| Activités spécialisées, scientifiques et techniques et activités de services administratifs et de soutien | 51      | 21,1 %  | (19,8 %)    |
| Administration publique, enseignement, santé humaine et action sociale                                    | 36      | 14,9 %  | (16,6 %)    |
| Autres activités de services                                                                              | 16      | 6,6 %   | (7,9 %)     |

Le secteur des activités spécialisées, scientifiques et techniques et des activités de services administratifs et de soutien est prépondérant sur la commune puisqu'il représente 21,1 % du nombre total d'établissements de la commune (51 sur les 242 entreprises implantées  à Lapeyrouse-Fossat), contre 19,8 % au niveau départemental.

#### Entreprises et commerces
Les cinq entreprises ayant leur siège social sur le territoire communal qui génèrent le plus de chiffre d'affaires en 2020 sont : 
- Qs. T, commerces de détail d'optique (4 099 k€)
- SARL Stephane Raynaud, travaux d'installation d'eau et de gaz en tous locaux (1 651 k€)
- Mantin, location de terrains et d'autres biens immobiliers (1 104 k€)
- Boucherie "Chez Damien, commerce de détail de viandes et de produits à base de viande en magasin spécialisé (447 k€)
- Plaquistes Toulousains Associes, travaux de plâtrerie (408 k€)

L'agriculture basée sur la culture de céréales (maïs, blé...) ont encore une place importante mais tendent à diminuer en faveur de zones résidentielles liées à la proximité de l'agglomération toulousaine puisque étant dans son aire urbaine.

### Agriculture
La commune est dans le Lauragais, une petite région agricole occupant le nord-est du département de la Haute-Garonne, dont les coteaux portent des grandes cultures en sec avec une dominante blé dur et tournesol. En 2020, l'orientation technico-économique de l'agriculture  sur la commune est la polyculture et/ou le polyélevage.
|               | 1988 | 2000 | 2010 | 2020 |
| ------------- | ---- | ---- | ---- | ---- |
| Exploitations | 42   | 28   | 15   | 12   |
| SAU (ha)      | 444  | 445  | 402  | 332  |

Le nombre d'exploitations agricoles en activité et ayant leur siège dans la commune est passé de 42 lors du recensement agricole de 1988  à 28 en 2000 puis à 15 en 2010 et enfin à 12 en 2020, soit une baisse de 71 % en 32 ans. Le même mouvement est observé à l'échelle du département qui a perdu pendant cette période 57 % de ses exploitations,. La surface agricole utilisée sur la commune a également diminué, passant de 444 ha en 1988 à 332 ha en 2020. Parallèlement la surface agricole utilisée moyenne par exploitation a augmenté, passant de 11 à 28 ha.

## Culture locale et patrimoine

### Lieux et monuments

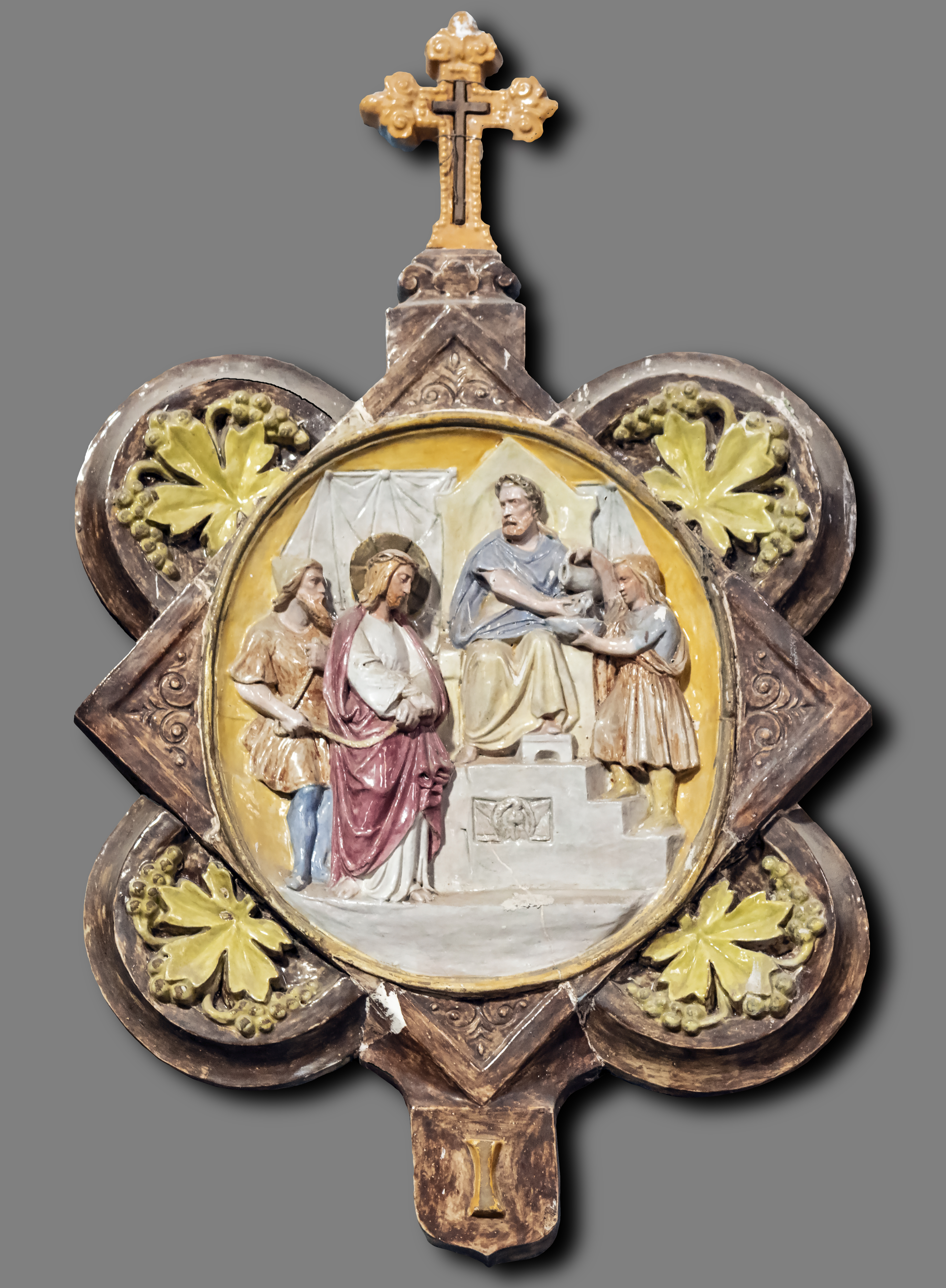
I "Jésus est condamné à mort"
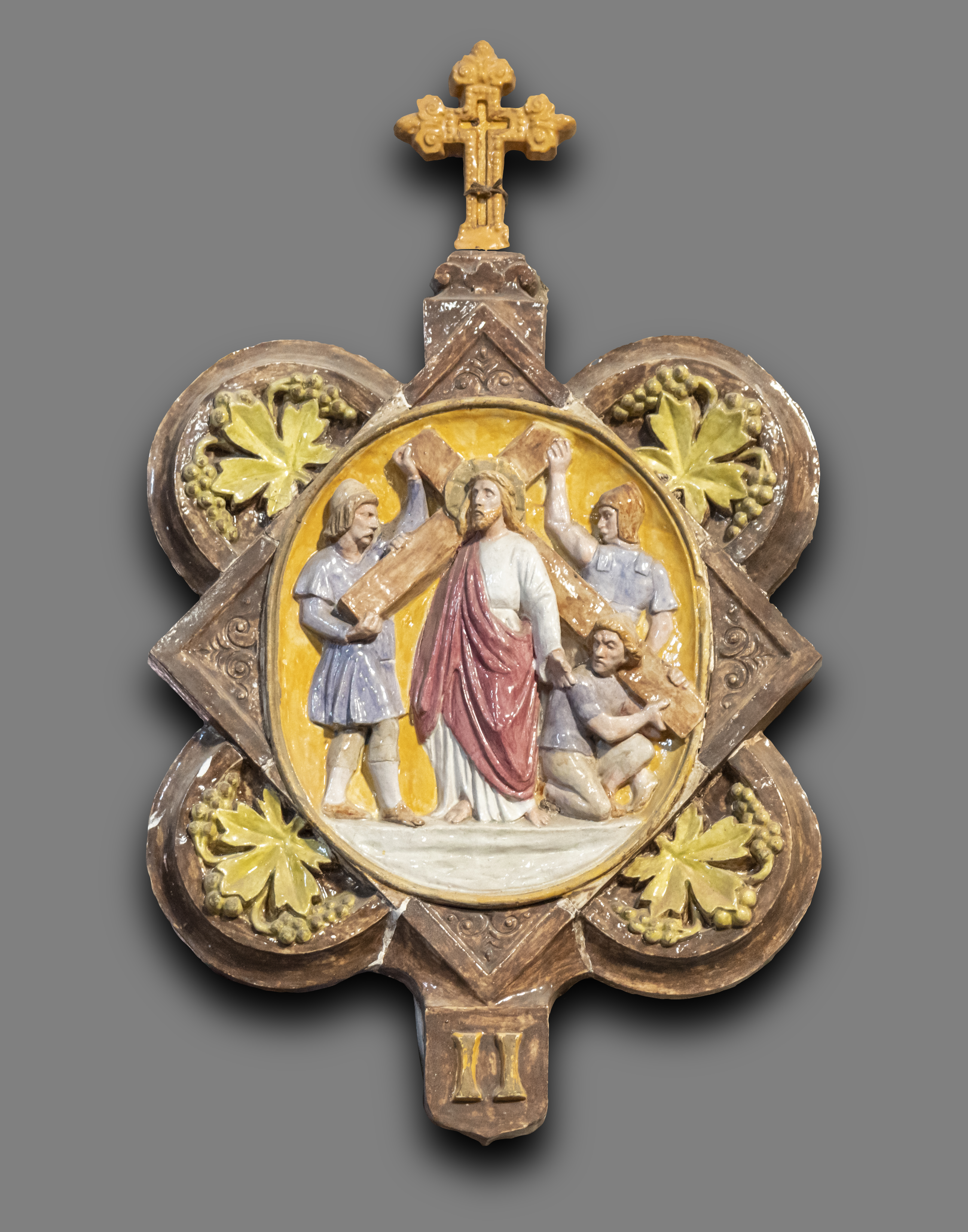
II "Jésus est chargé de sa croix"
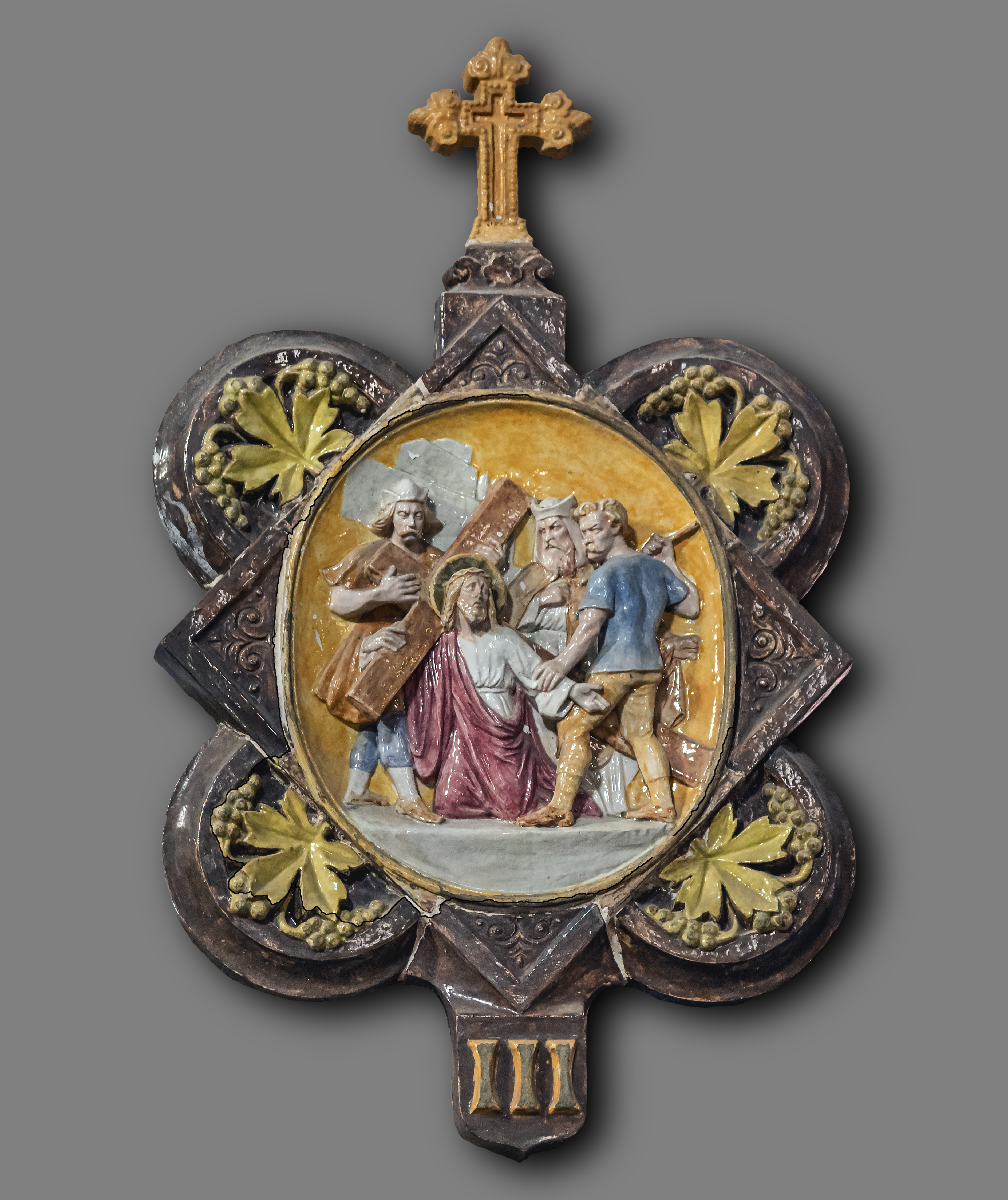
III "Jésus tombe pour la première fois"
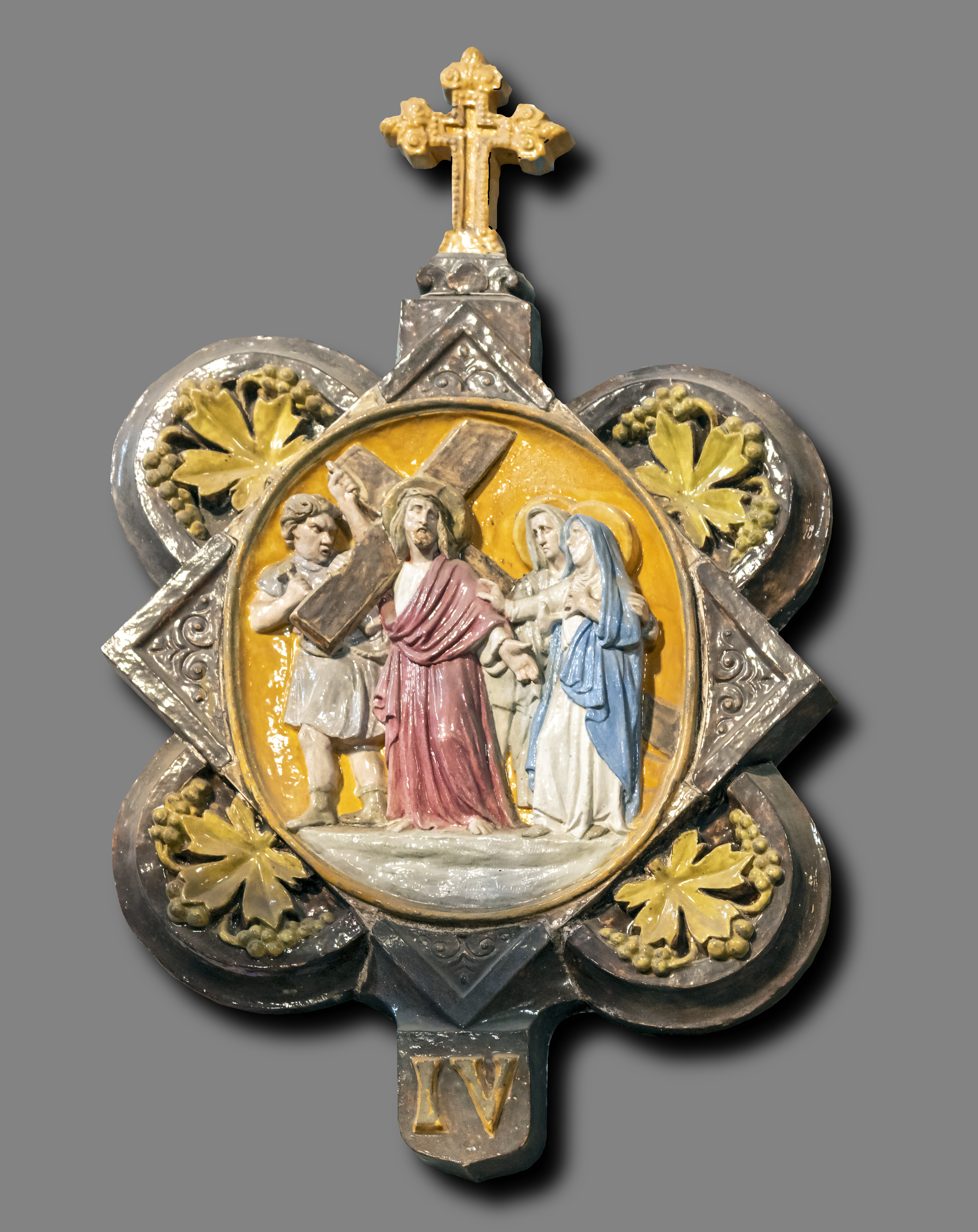
IV "Jésus rencontre sa Sainte mère"
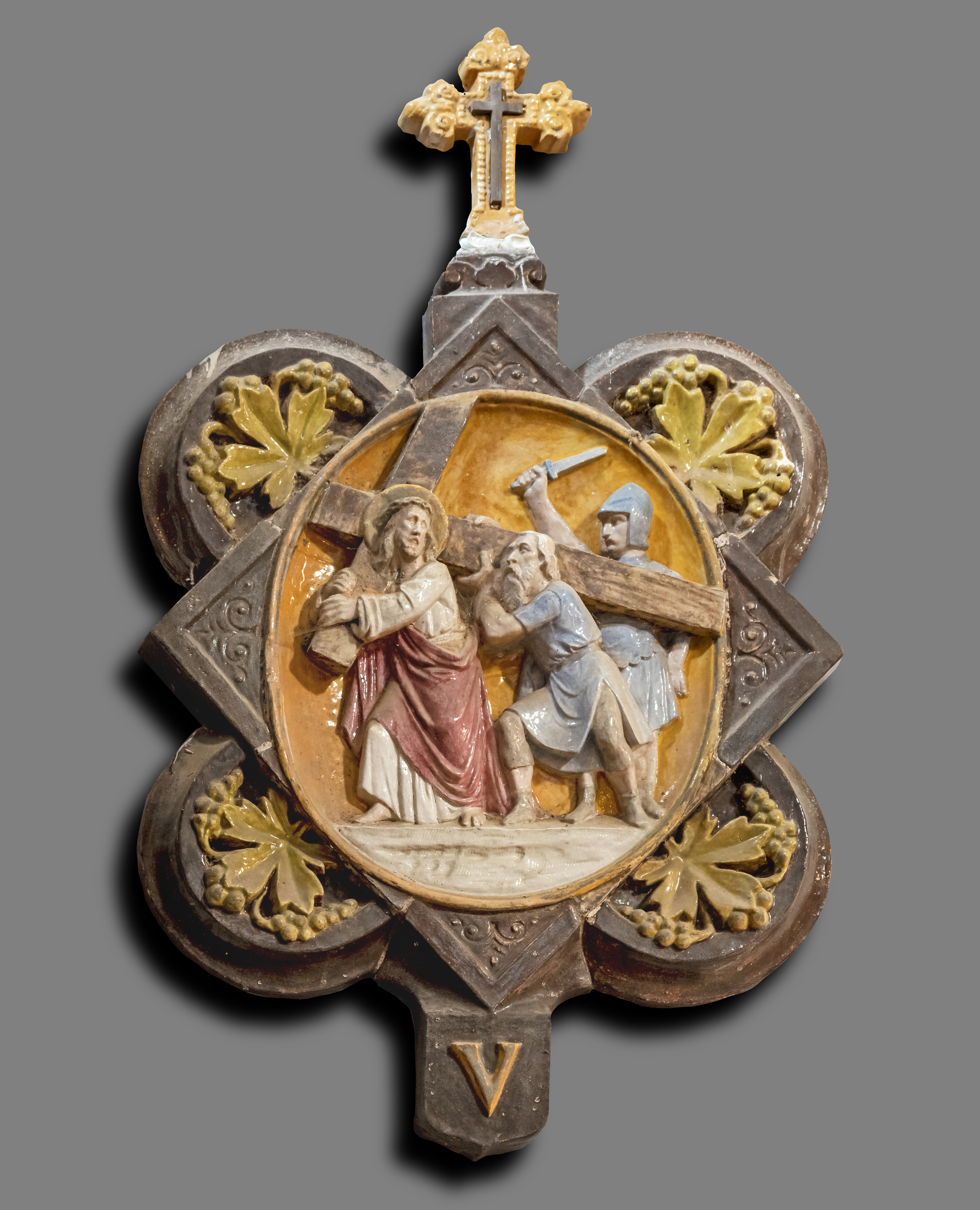
V "Jésus reçoit l'aide du Cynéréen"
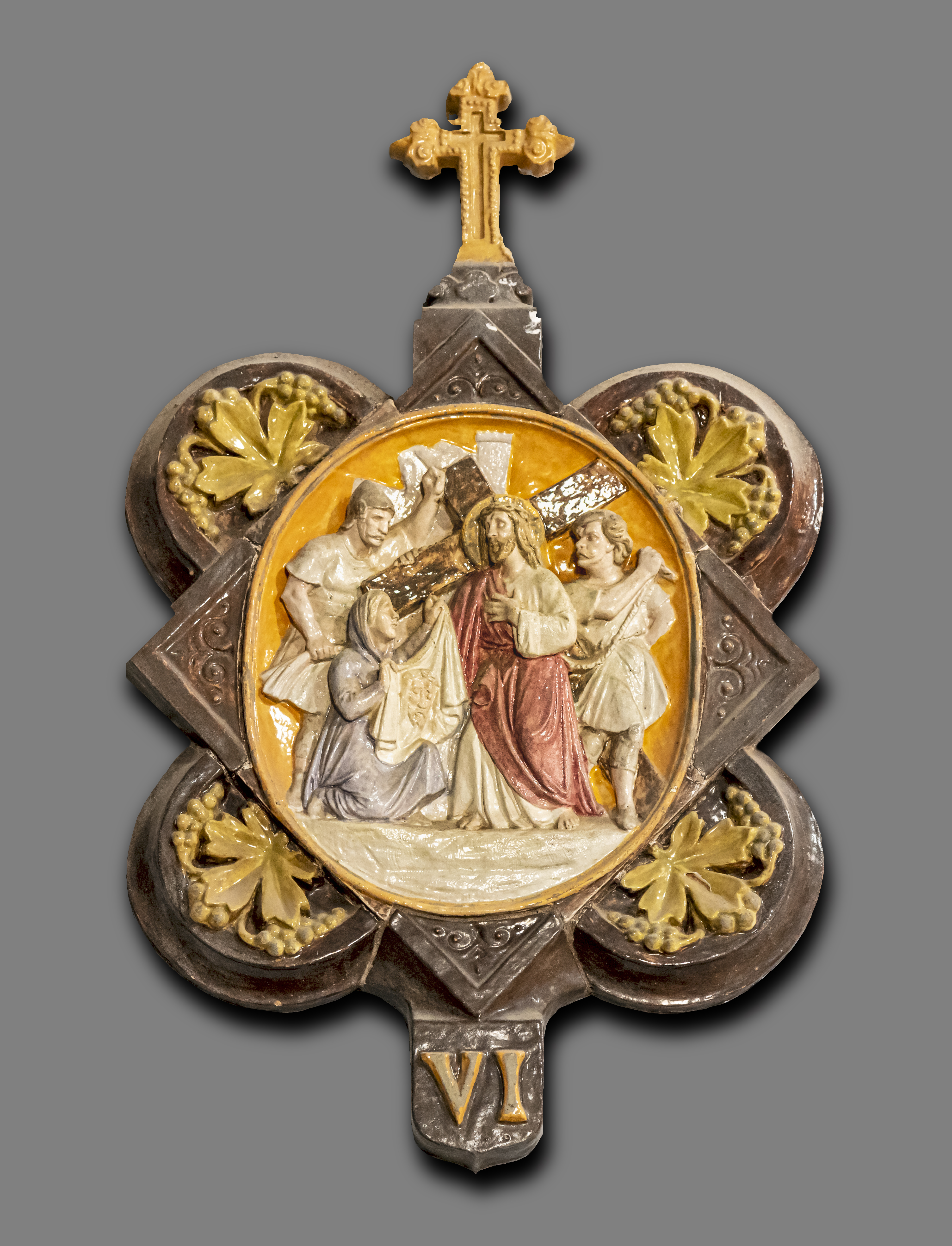
VI "Jésus imprime sa face sur un linge"
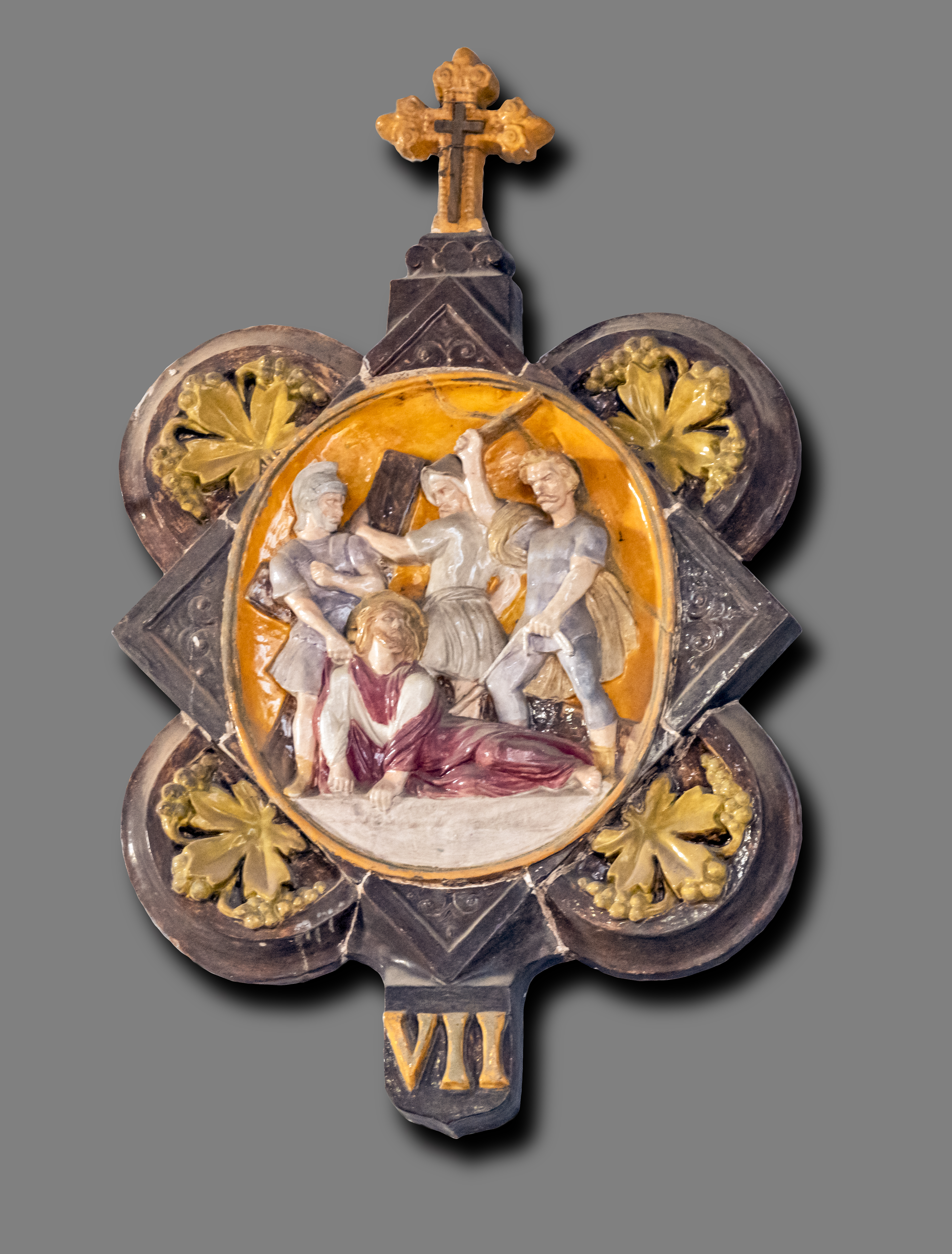
VII "Jésus tombe pour la seconde fois"
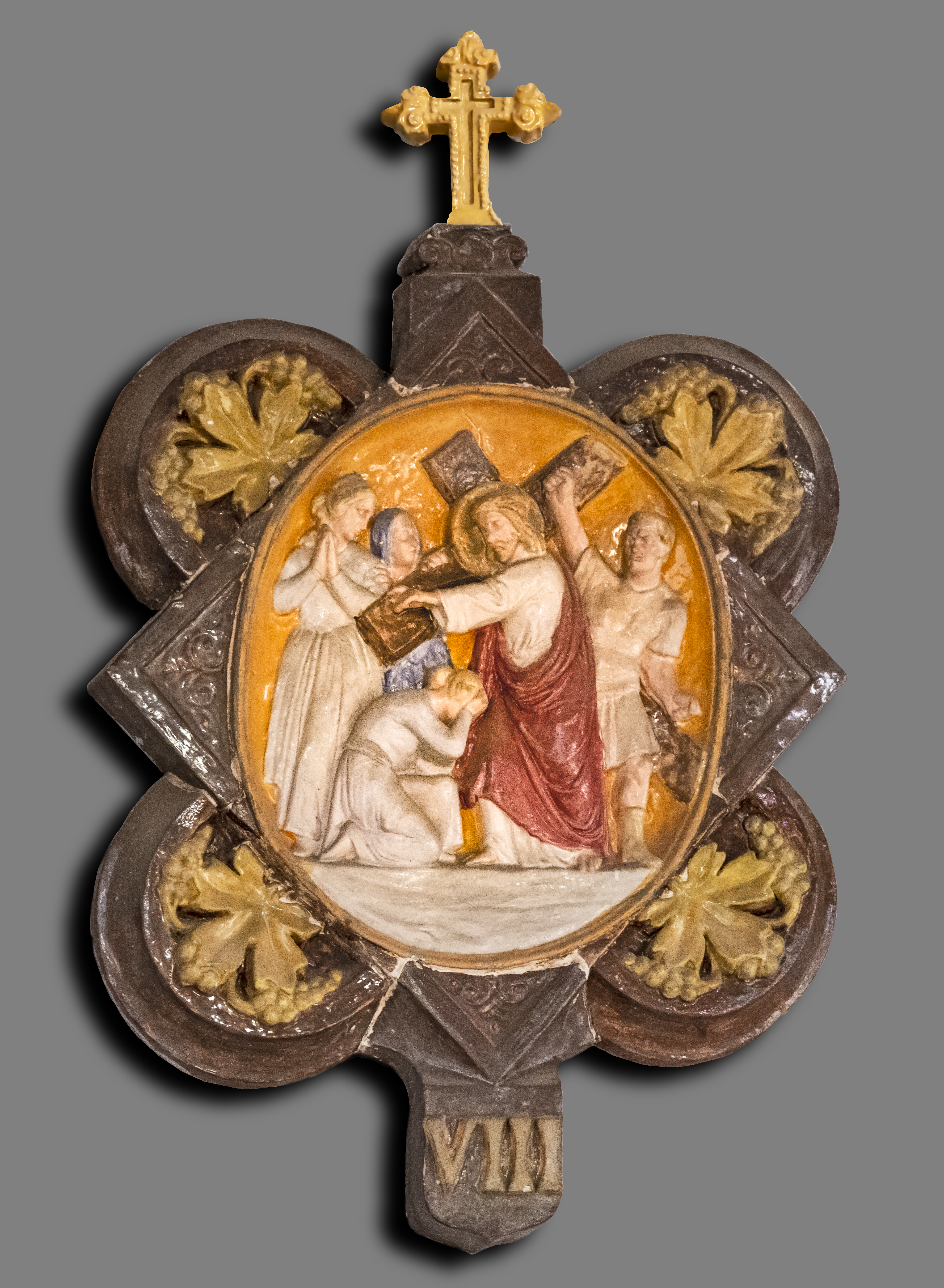
VIII "Jésus console les filles d’Israël"
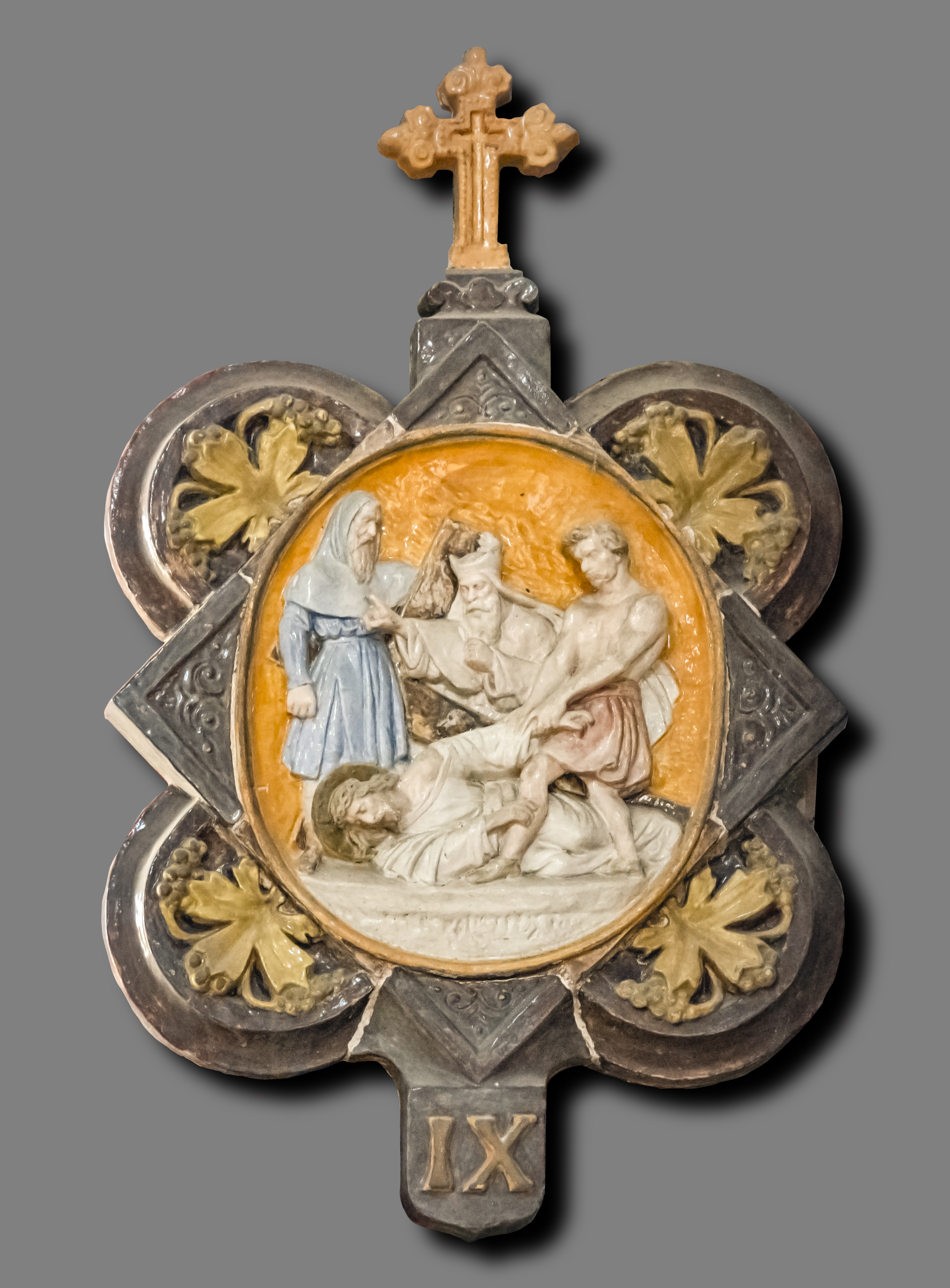
IX "Jésus tombe pour la troisième fois"
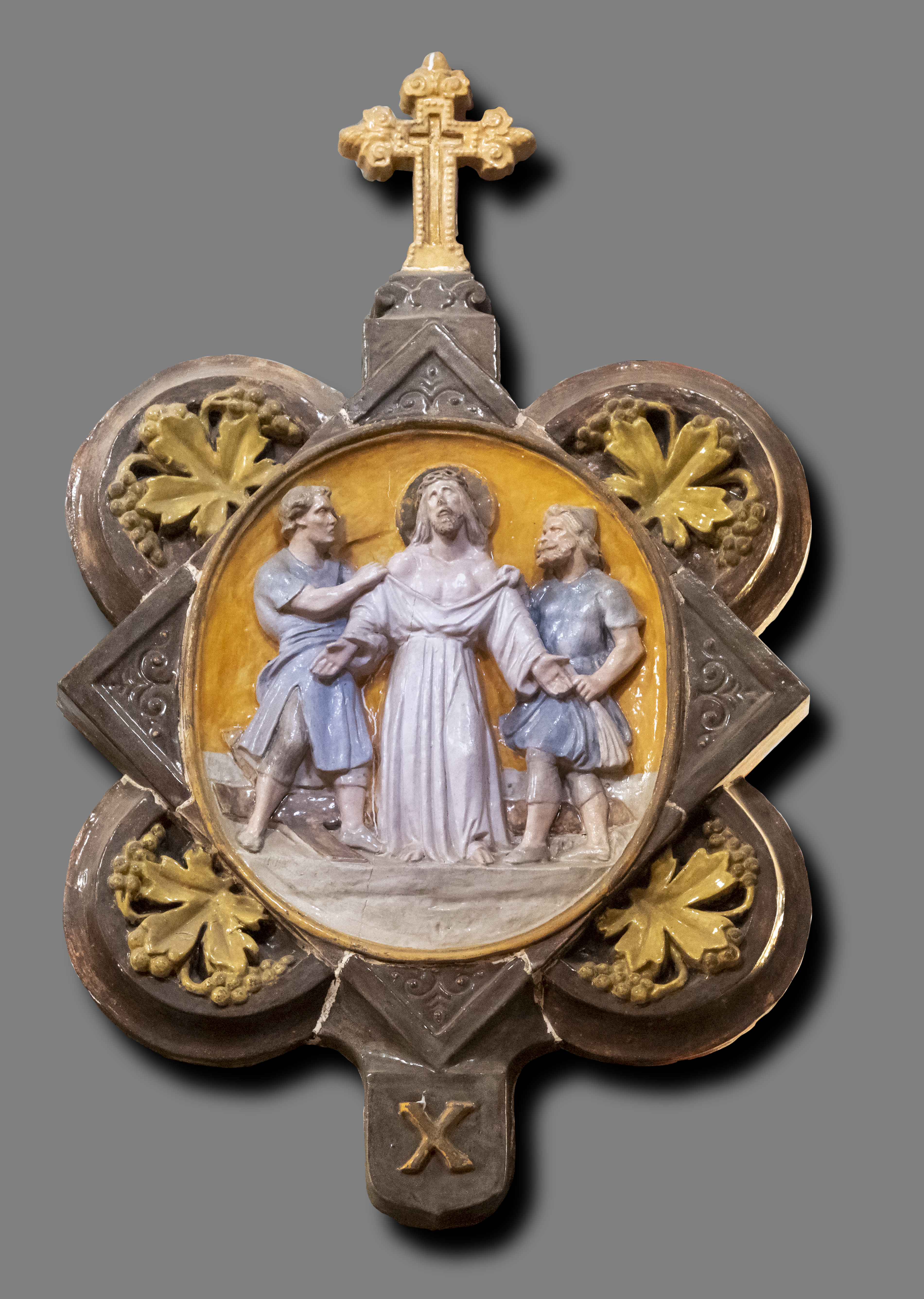
X "Jésus est dépouillé de ses vêtements"
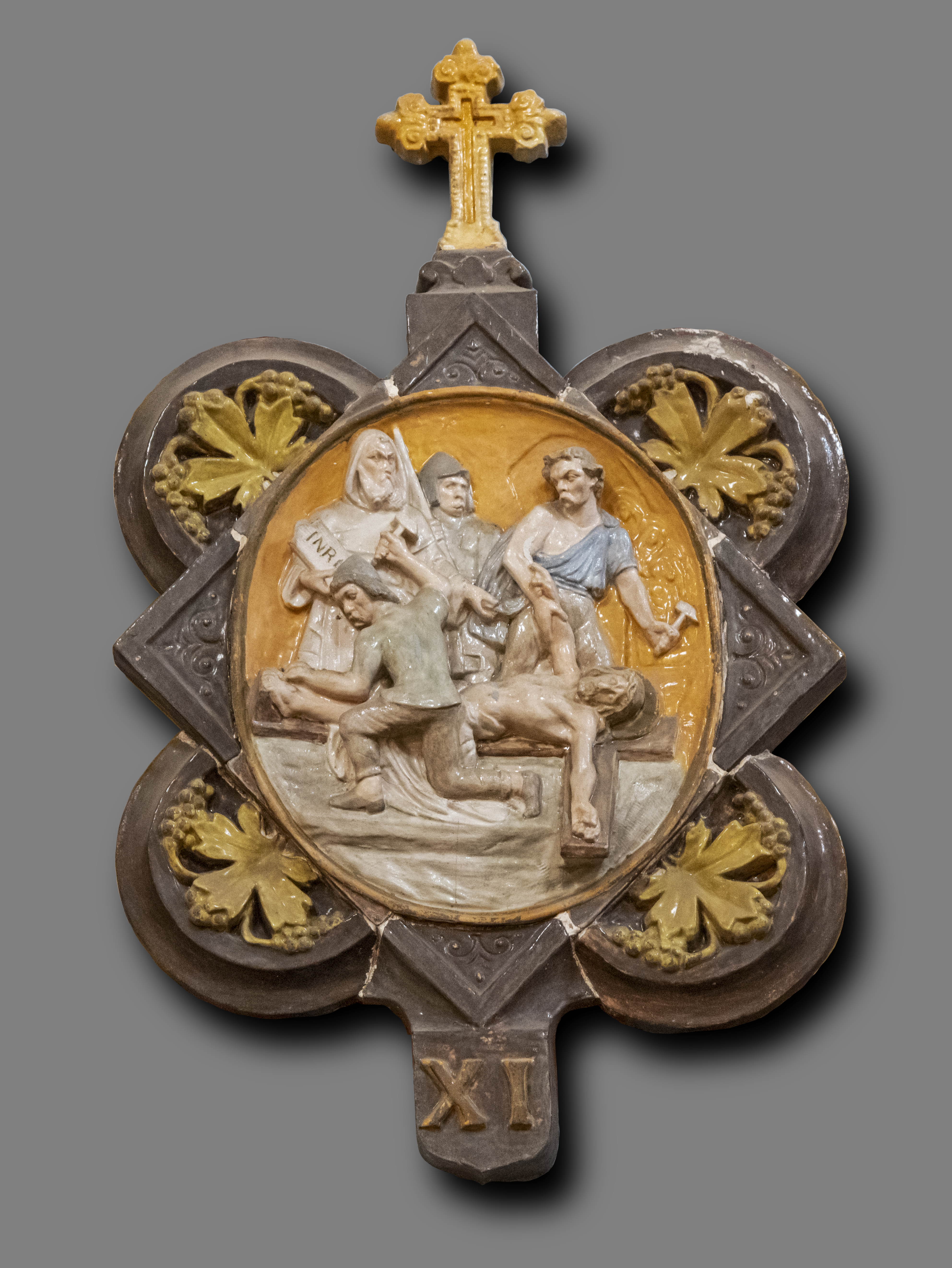
XI "Jesus est attaché à la croix"
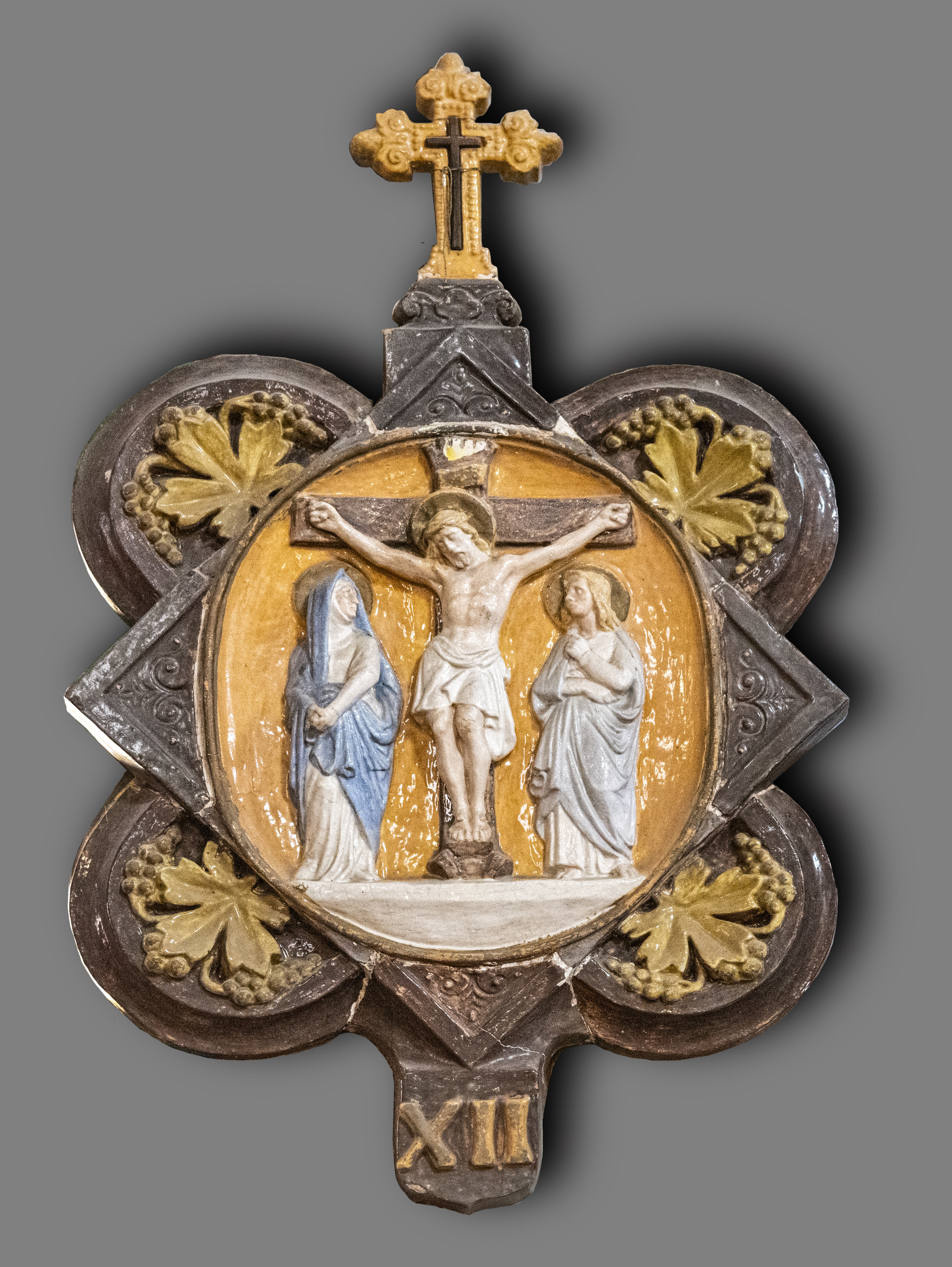
XII "Jesus meurt sur la croix"
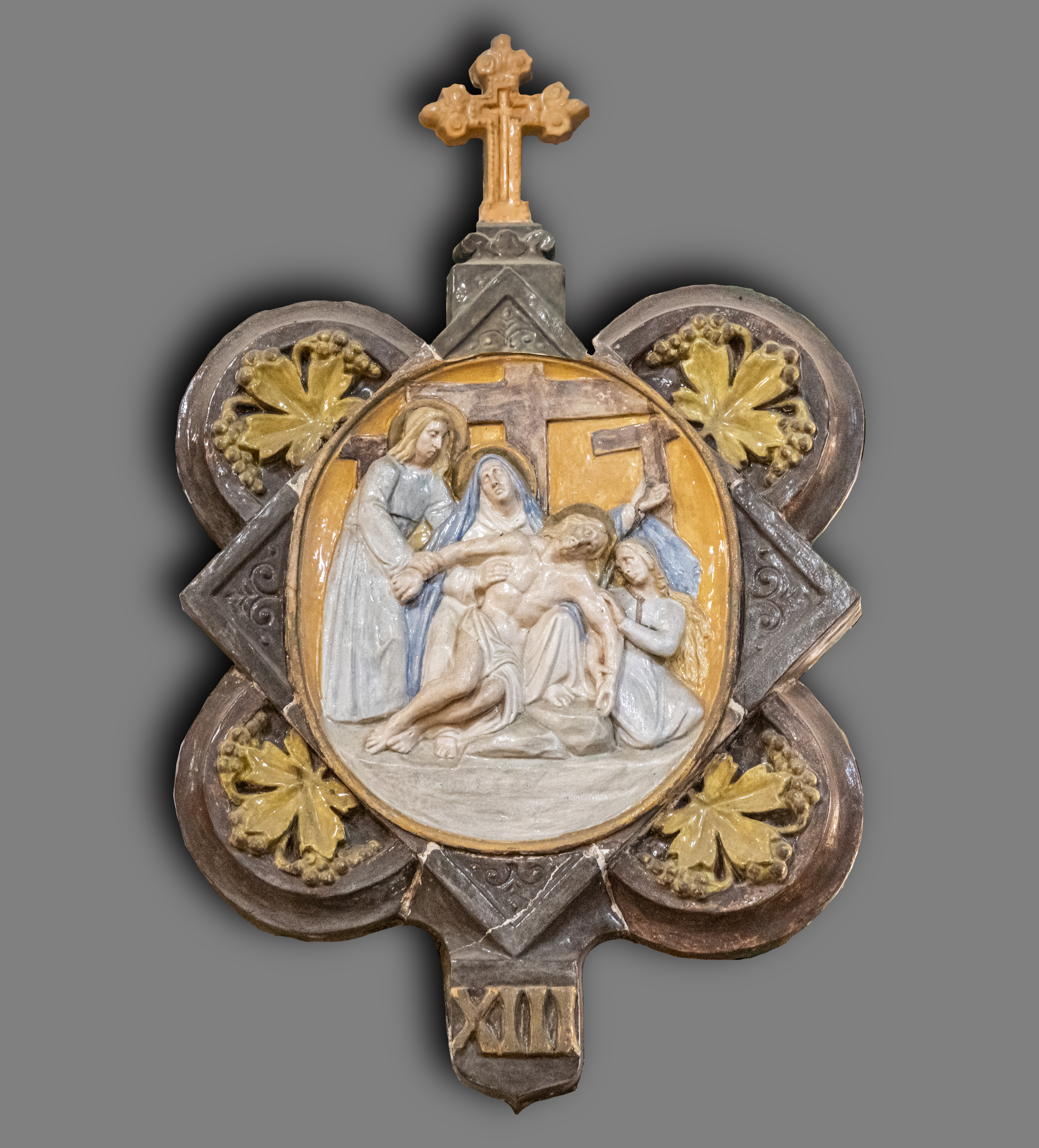
XIII "Jesus est remis à sa Sainte mère"
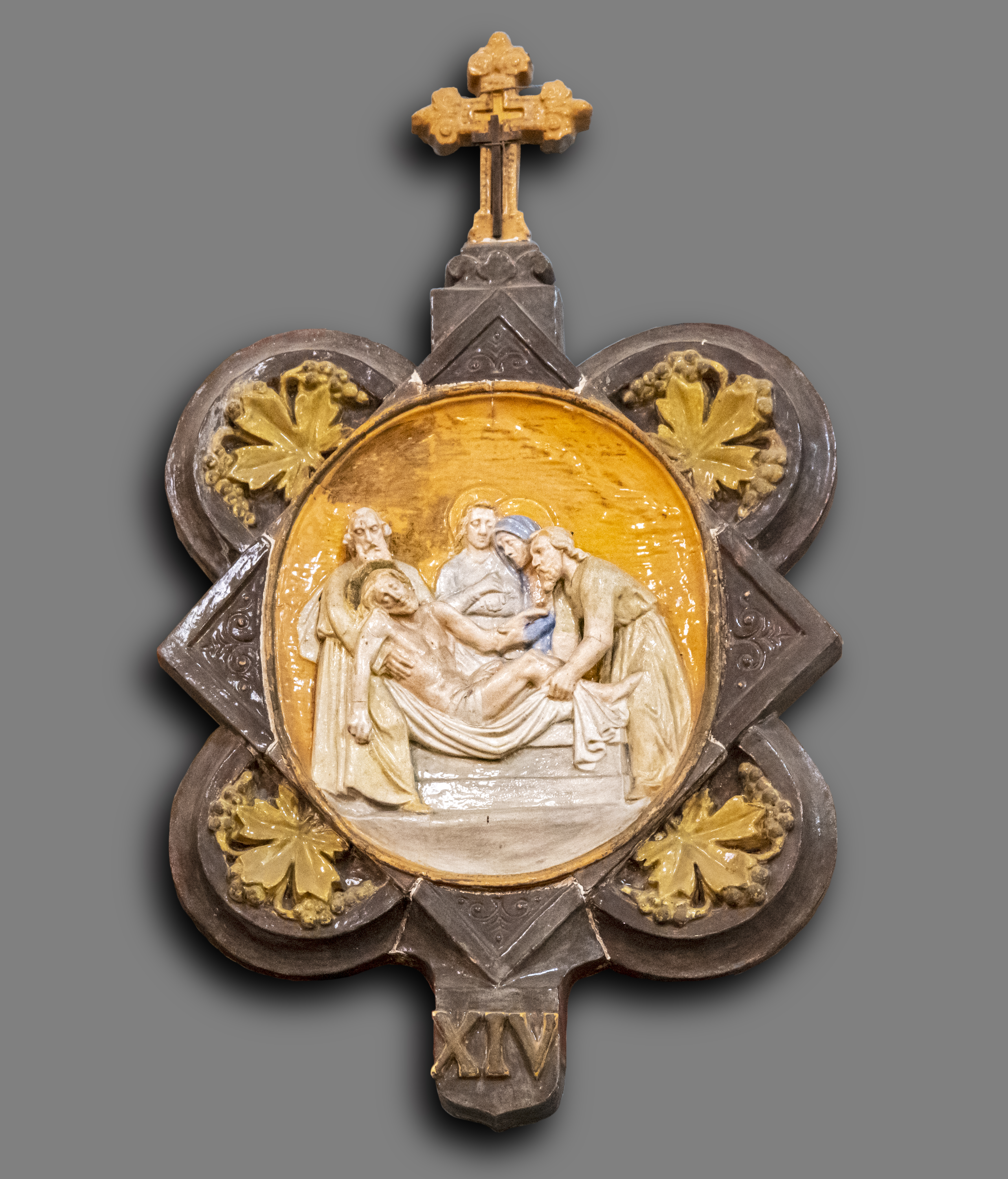
XIV"Jesus est mis dans le sépulcre"

L’église de l’Assomption (1516 et XIXe siècle)
Cette église a été reconstruite sur les vestiges d’une église plus ancienne. Son premier clocher date de 1530. Pendant 270 ans aucun entretien notable de l’édifice n’a été effectué. Après les troubles révolutionnaires, une restauration d’ensemble s’est imposée. Elle a été menée à bien, de manière très lente, entre 1829 et 1848. Elle constitue une quasi-reconstruction. Ce bâtiment est édifié en brique rouge de la région. La façade avec un clocher-mur percé d'arc en mitre.

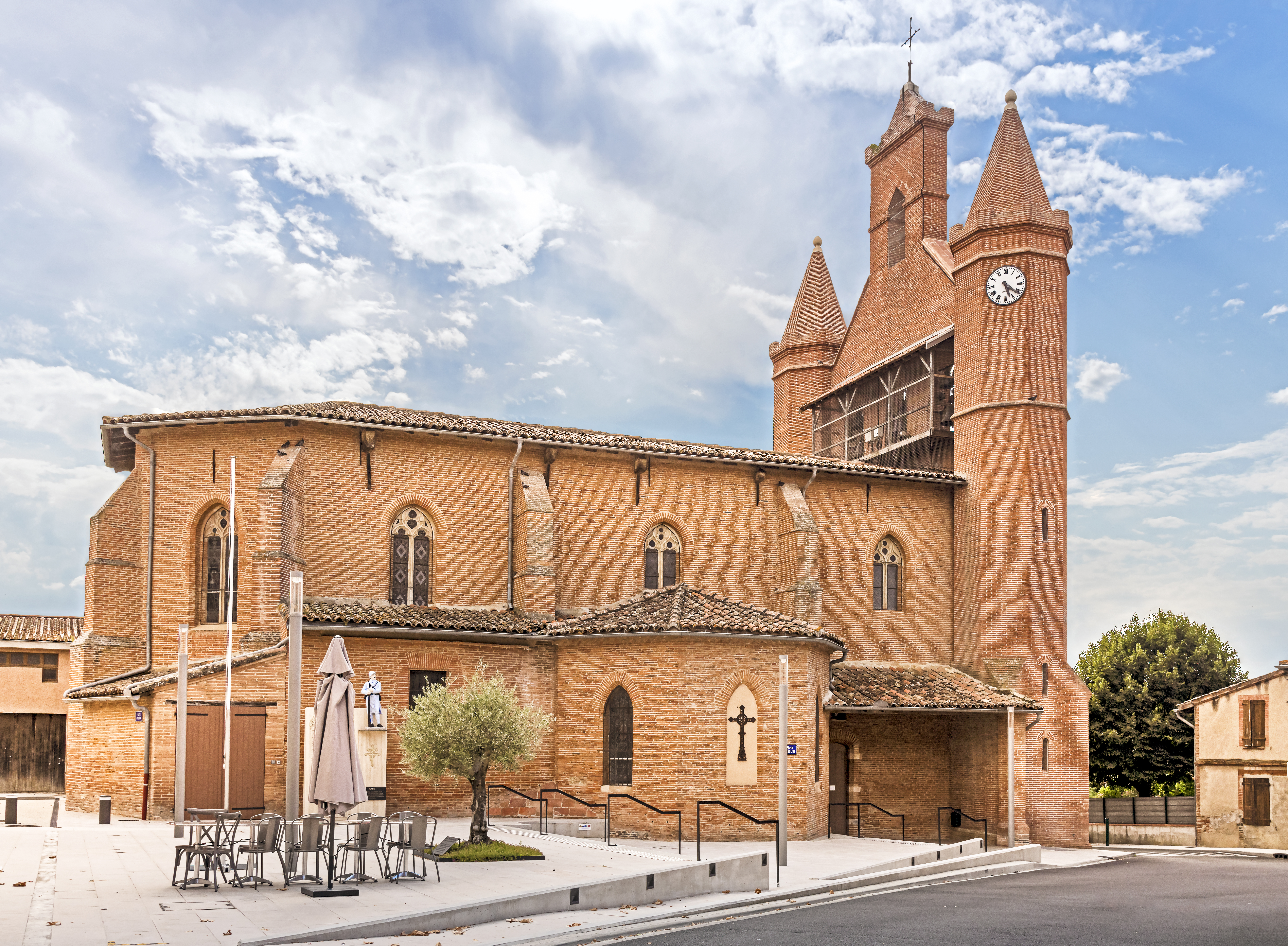
L'église de l’Assomption
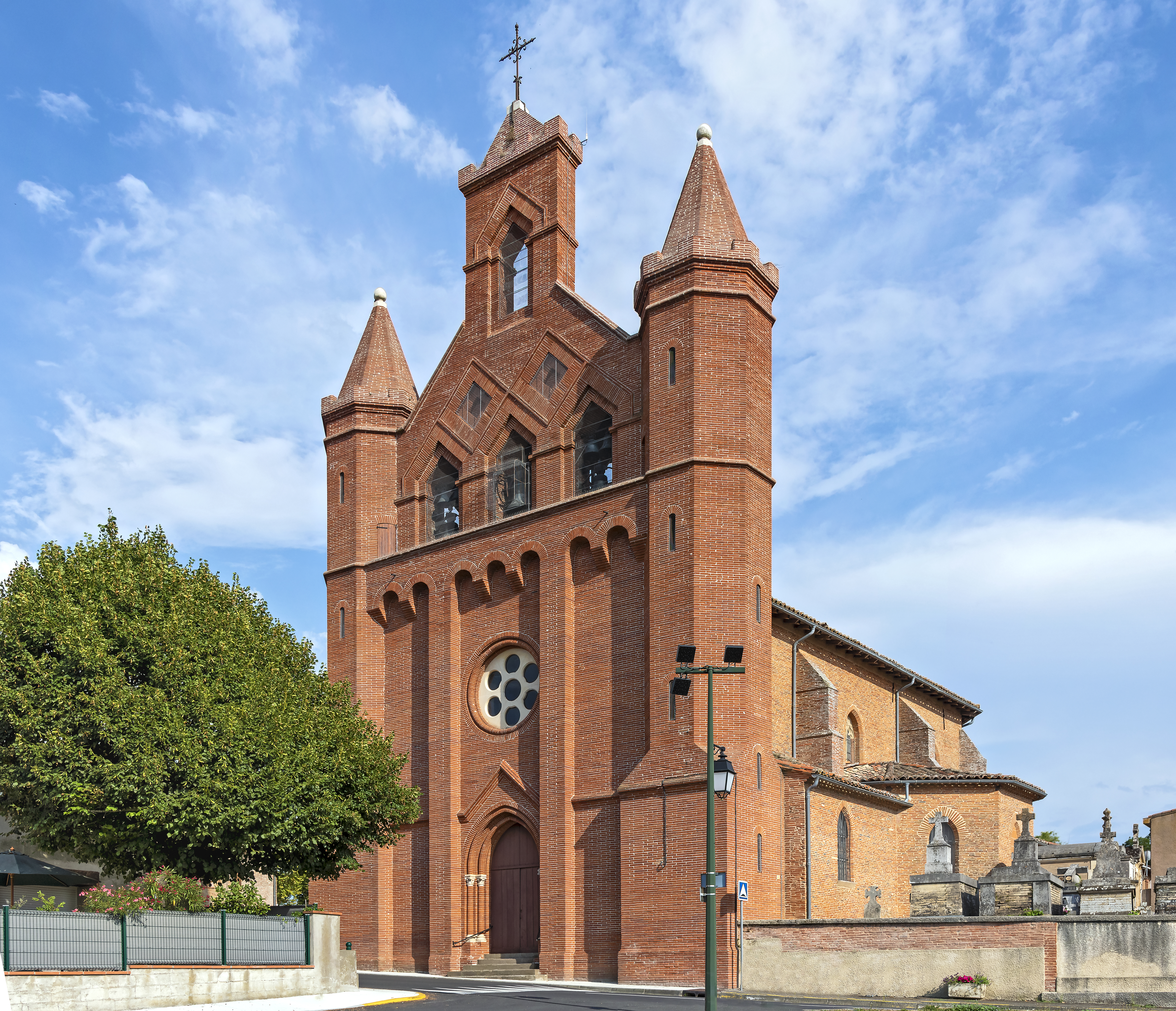
La façade et le clocher-mur

L’intérieur a été réaménagée par les soins d'Auguste Virebent, notamment la galerie la chaire de nombreux socles de statue et surtout le groupe au-dessus du maître Autel l'Asssomption de Marie.
Son fils Gaston est l'auteur du chemin de croix en céramique.
Le maître-autel en arbre polychrome date de 1777.

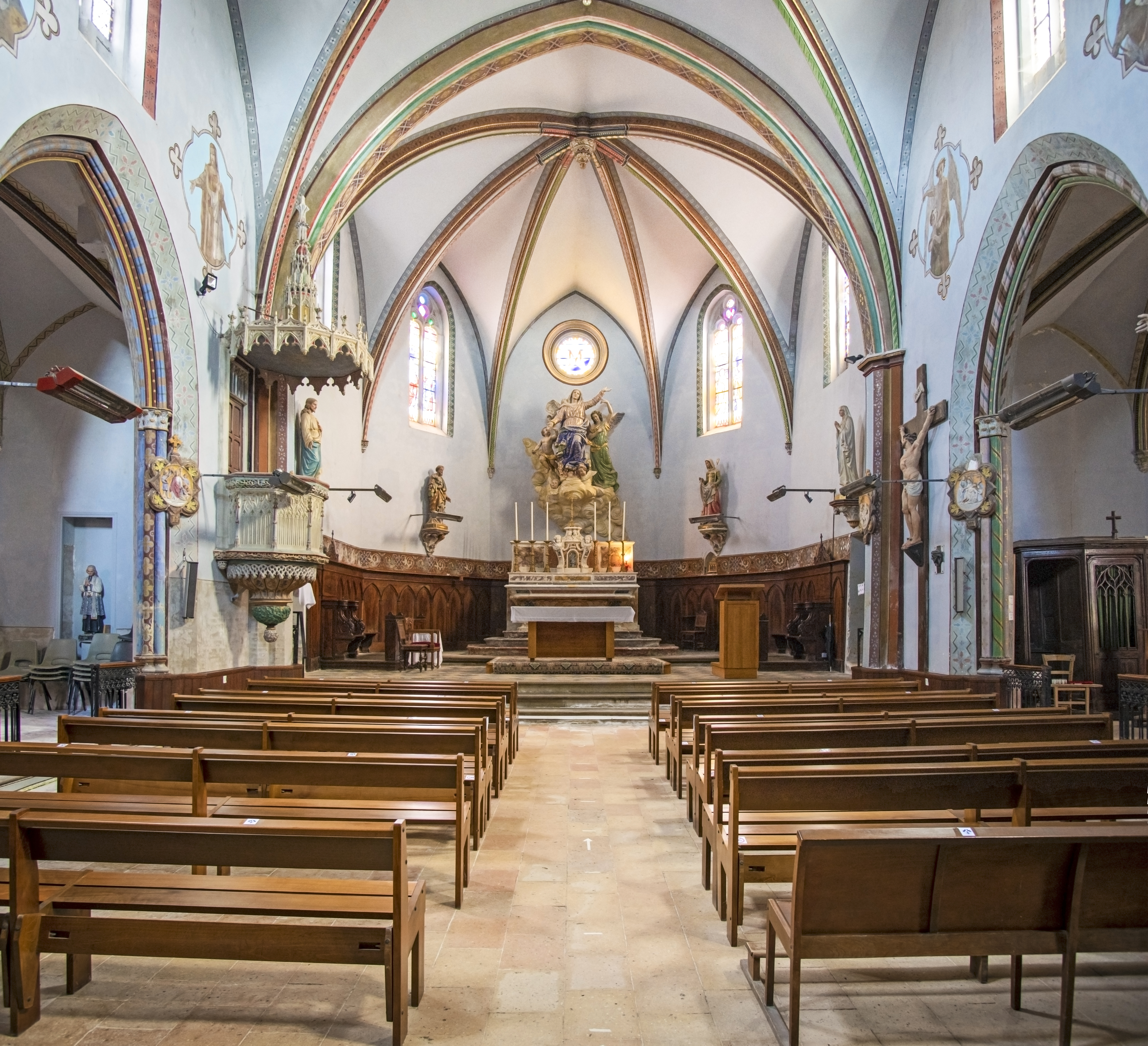
L'intérieur
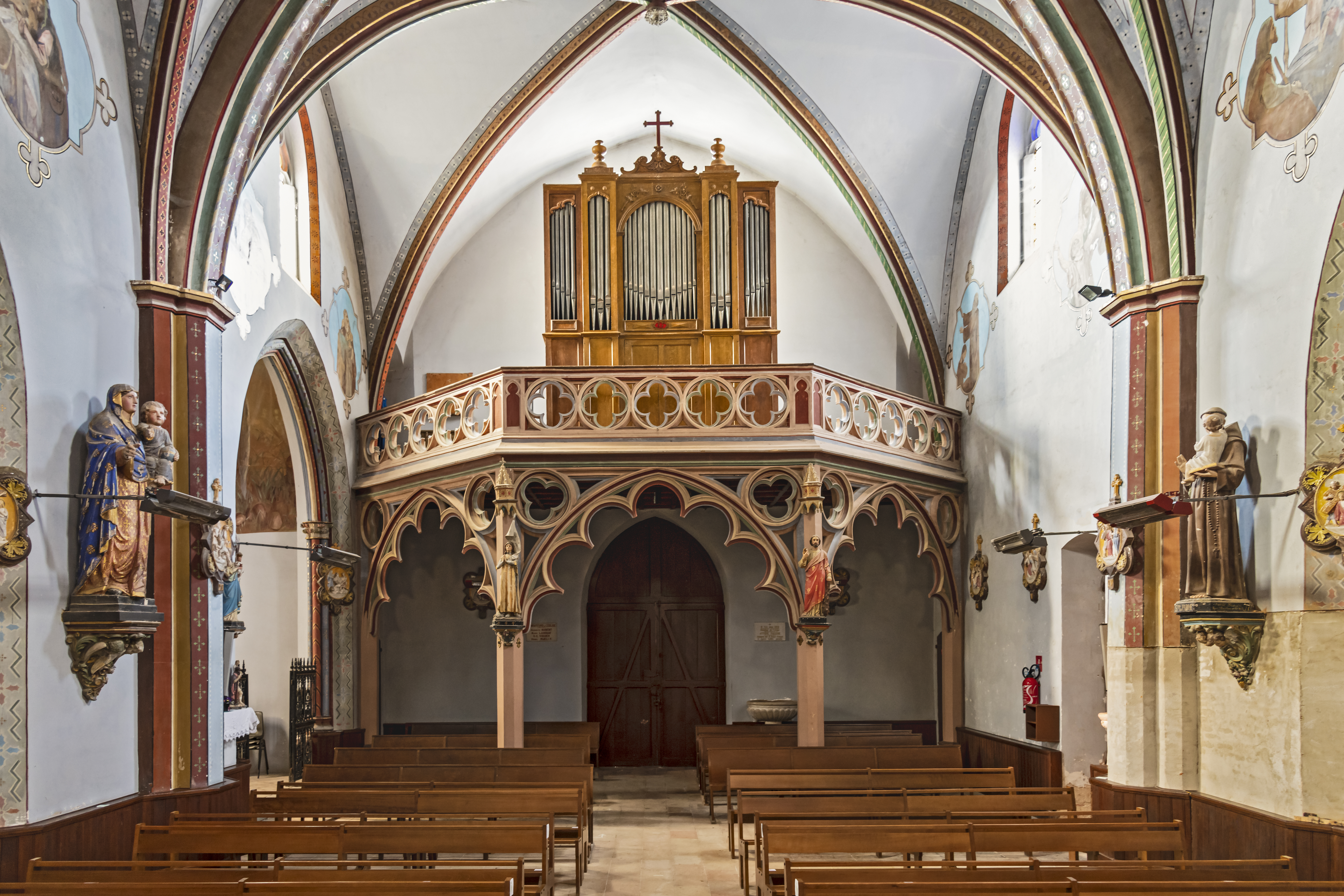
Contre-façade et orgue
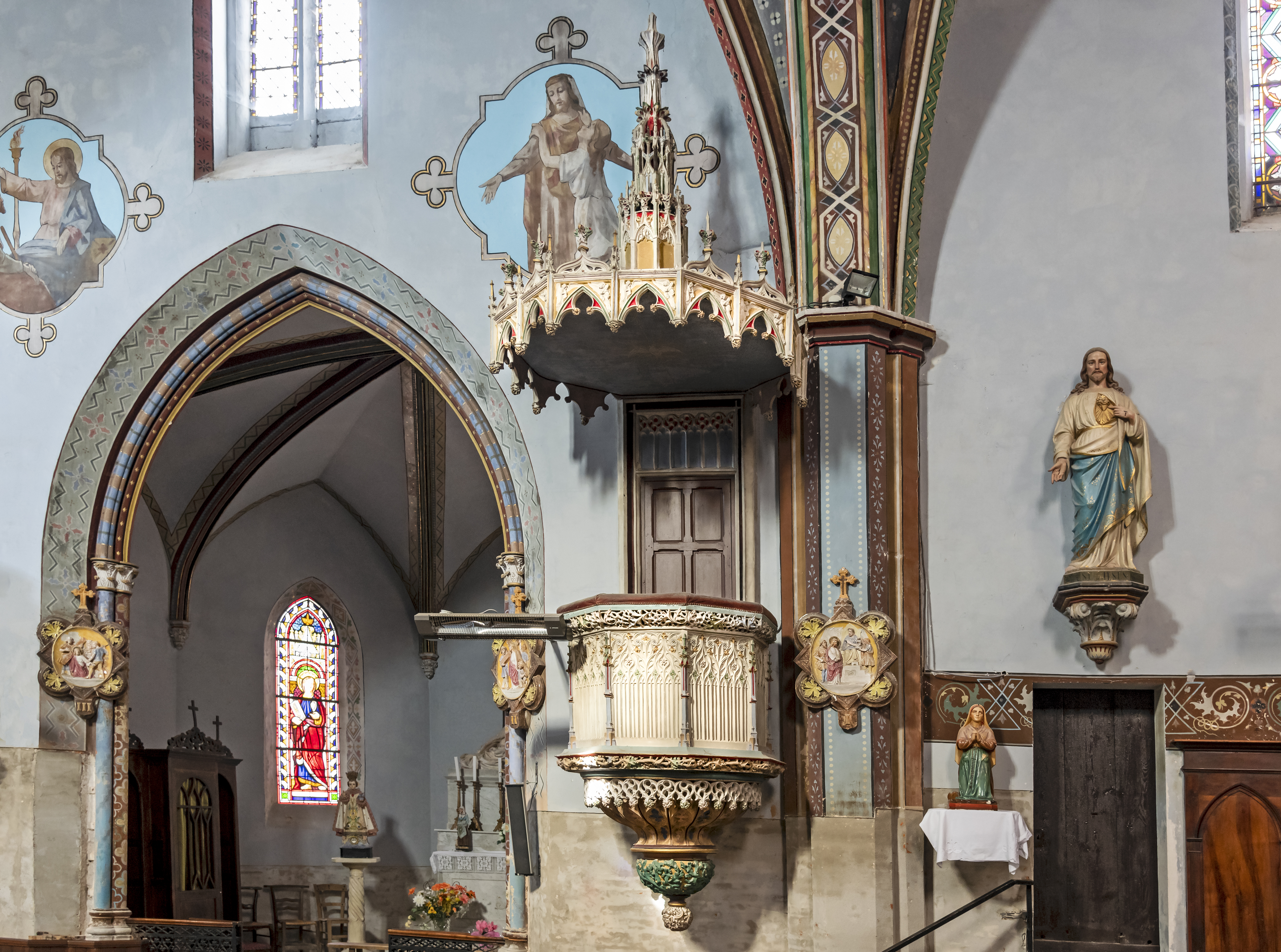
Chaire en terre cuite d'Auguste Virebent
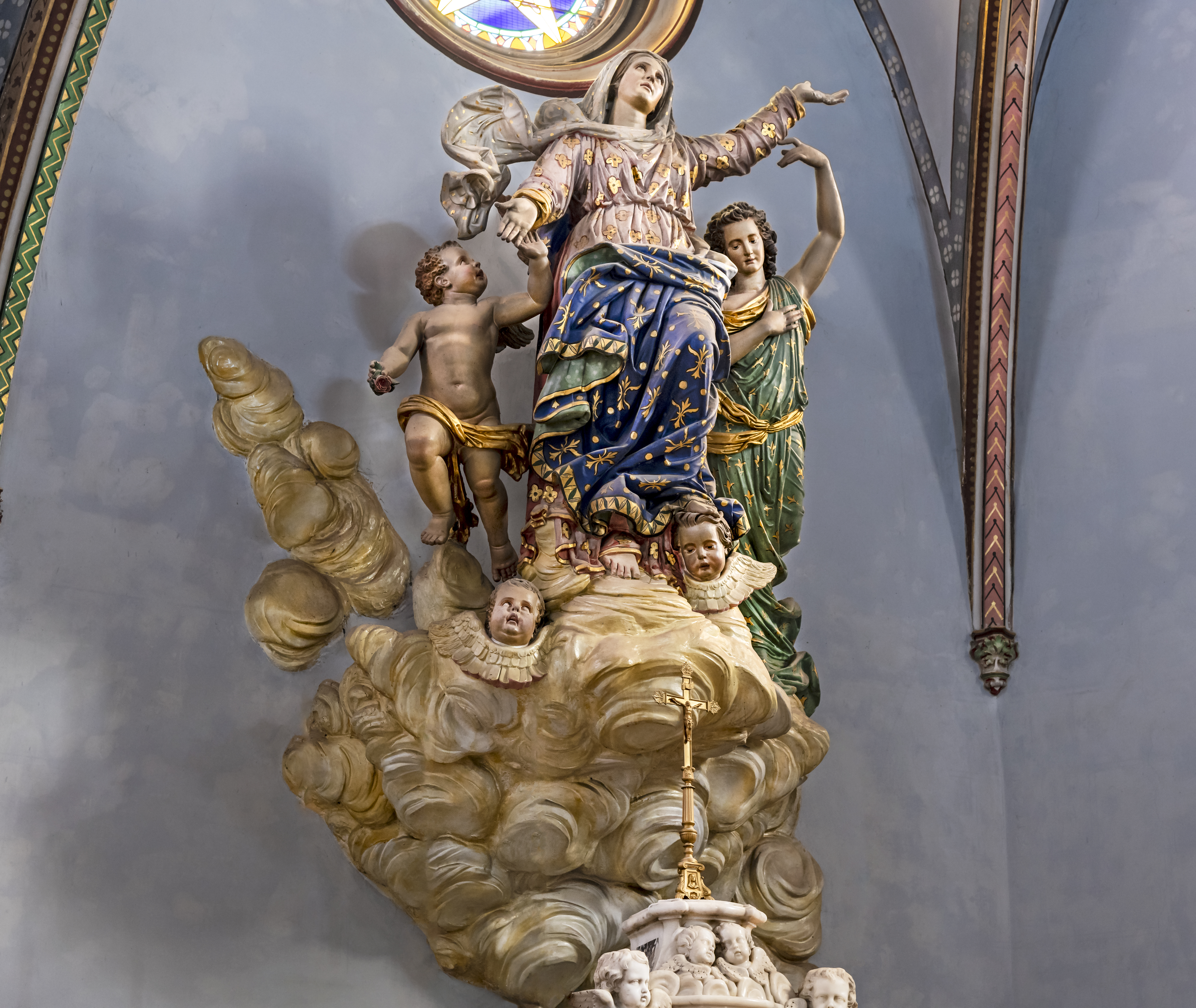
L'Assomption de Marie par Auguste Virebent
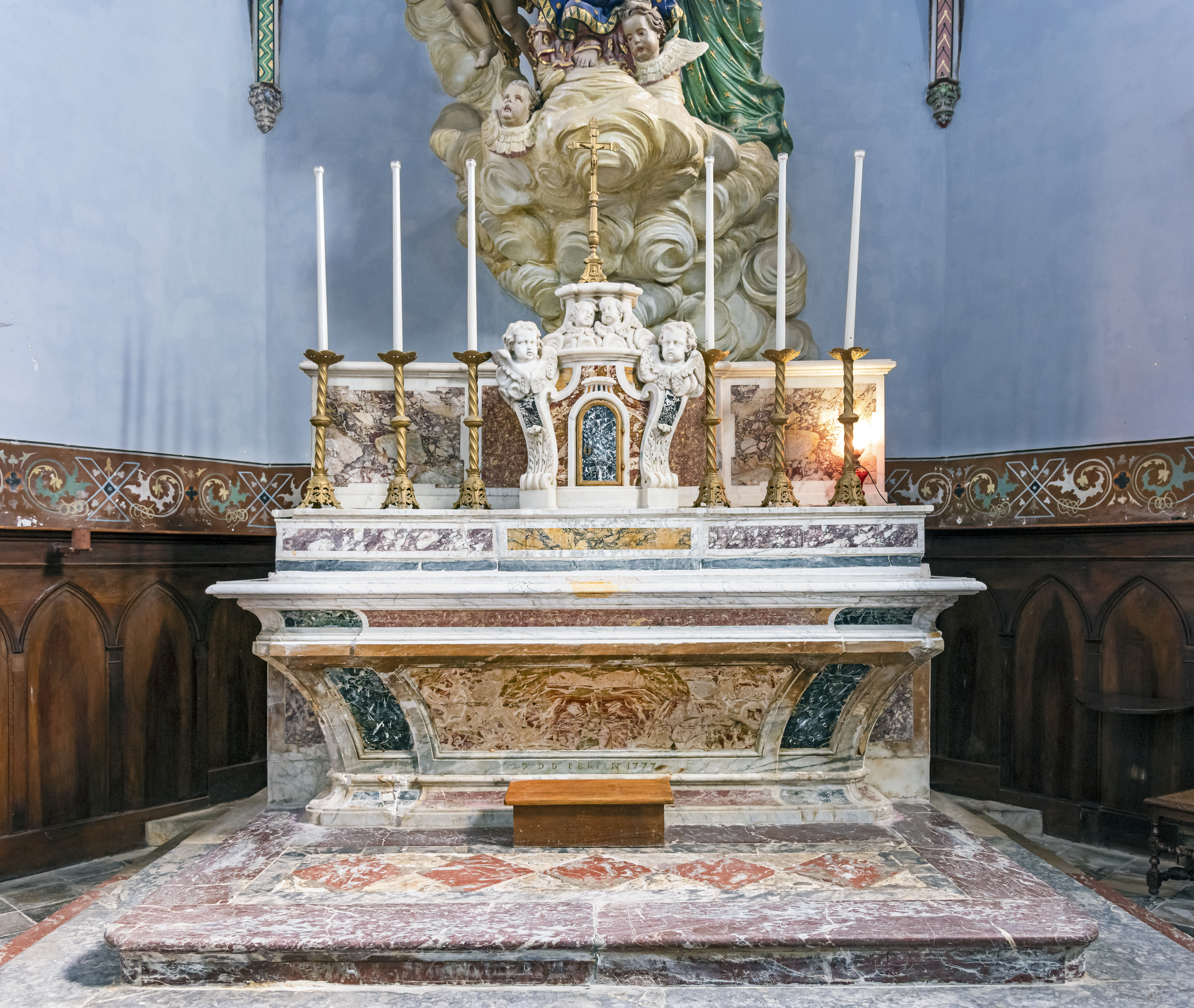
Le maître-autel
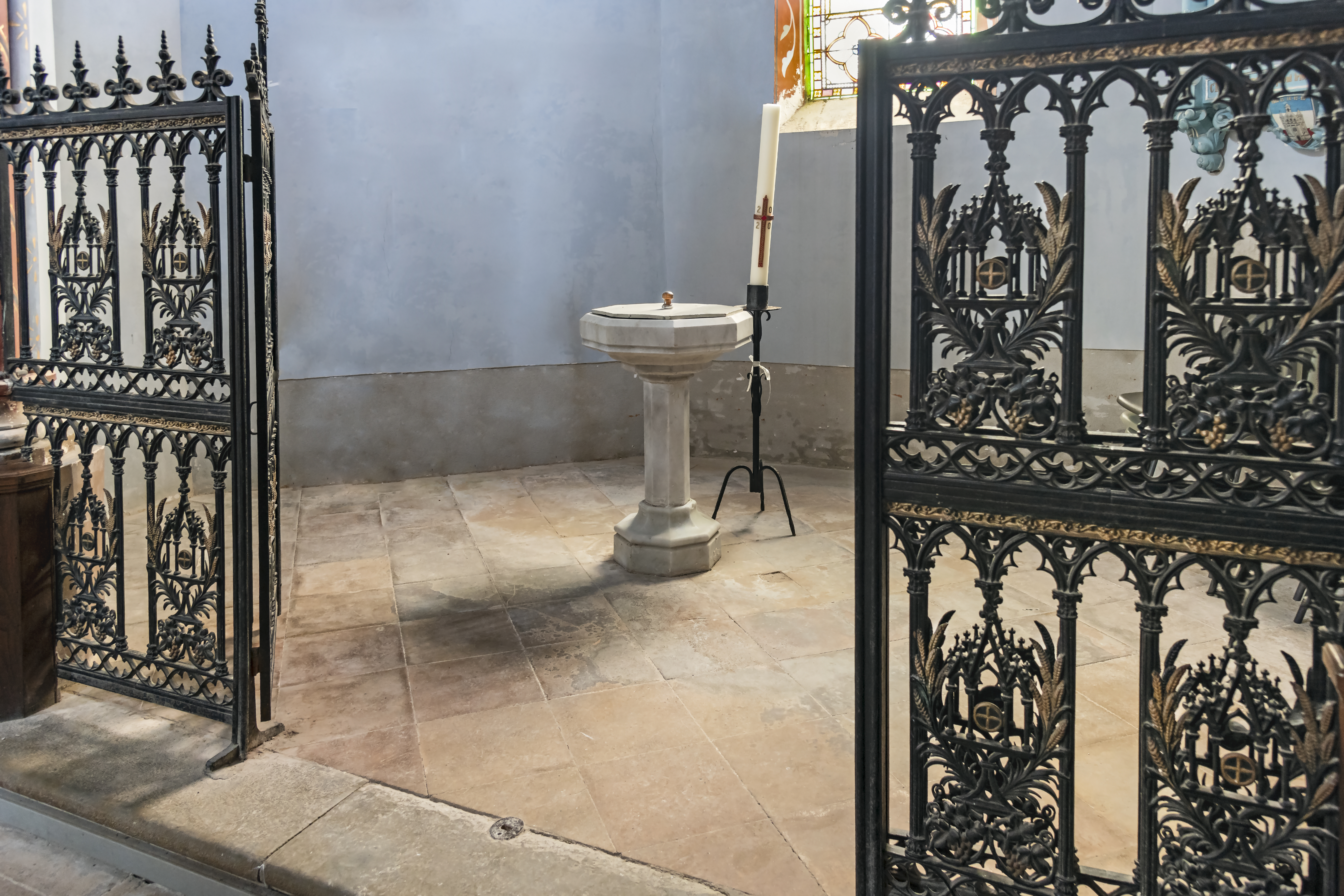
Les fonts baptismaux

Le Château de Lapeyrouse (XVIIIe et XIXe siècles)
Le château est construit dans un immense parc planté d’arbres aux essences variées, comparables à ceux du Jardin des plantes. Aux XVIIIe et XIXe siècles, le château occupe une place essentielle dans la vie du village et constitue la tête d’une exploitation de plusieurs centaines d’hectares qui dépasse largement les limites de la commune, avec trois ensembles approximativement semblables : le groupe Lapeyrouse-Castelmaurou, l’ensemble de Buissaison au nord du territoire communal et le domaine situé sur la commune de Bazus. En 1901, monsieur Louis de Bazelaire de Saulcy, d'une famille d'origine lorraine, directeur de la Société Générale à Toulouse, en fait l’acquisition. Le château est la propriété de son petit-fils, M. de Rimonteil de Lombarès jusqu’en 2006.
Le monument aux morts
Kiosque à musique

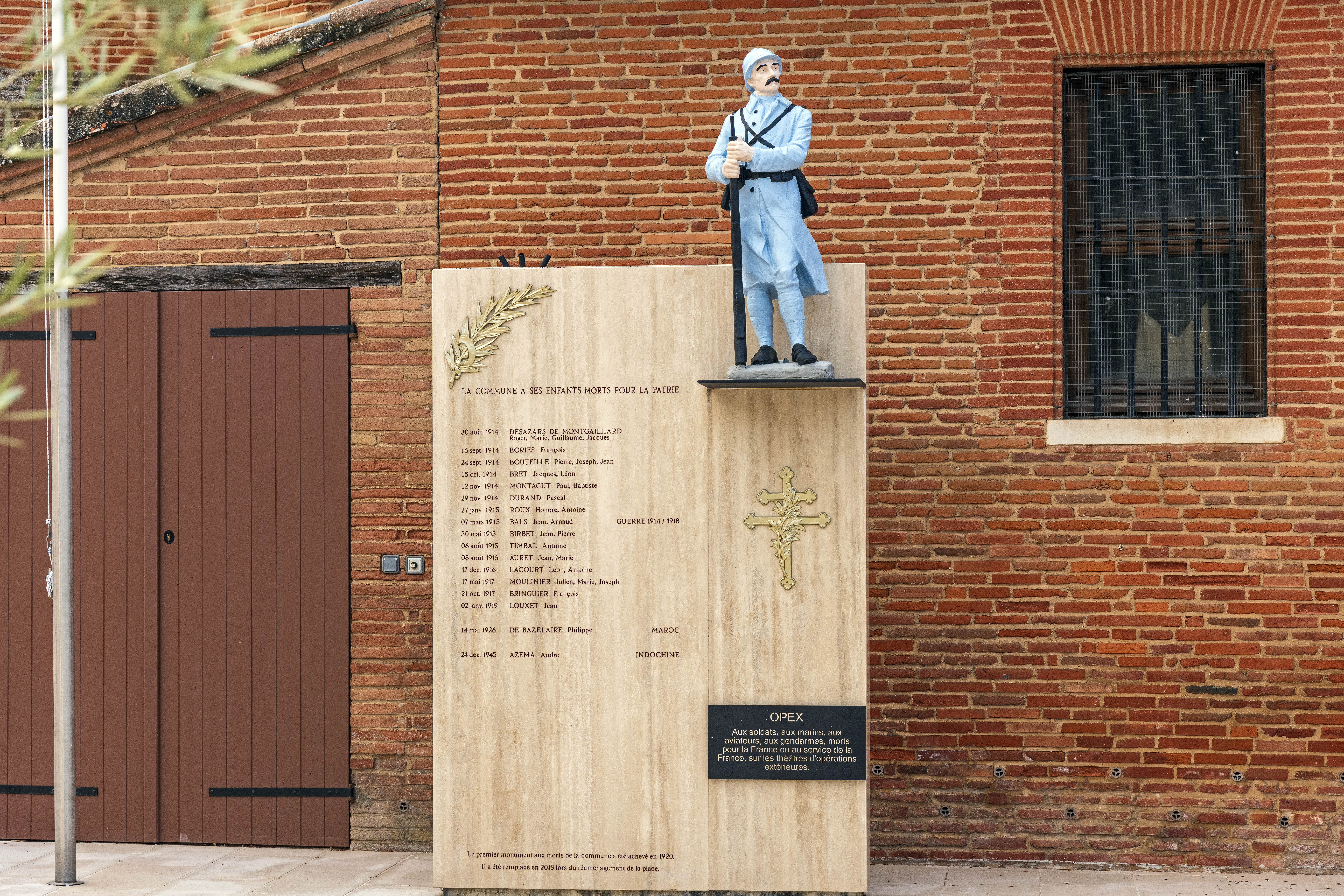
Le monument aux morts
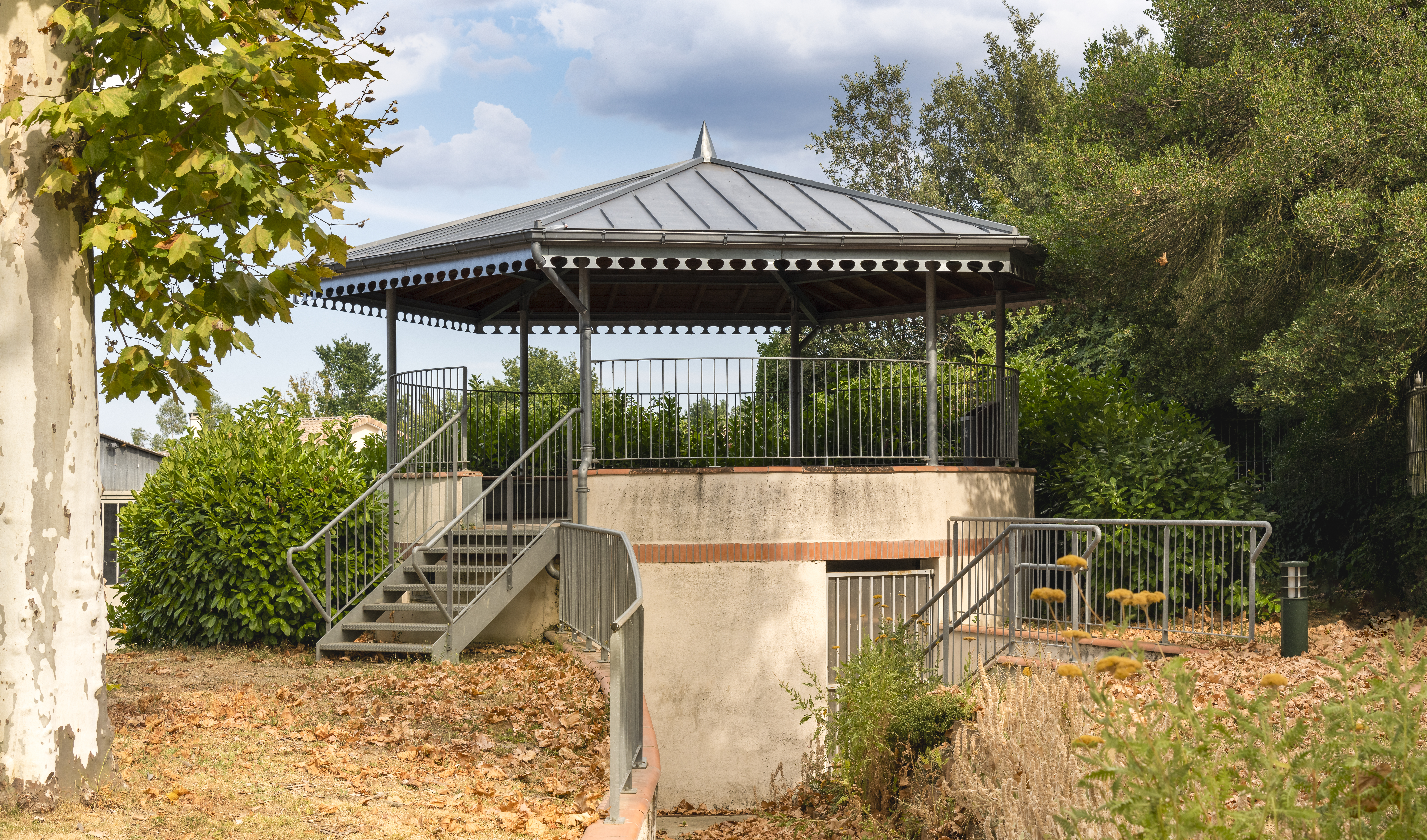
Le Kiosque à musique

### Personnalités liées à la commune

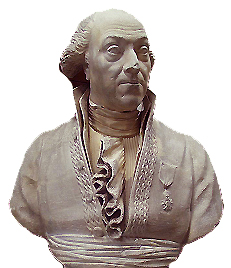
Buste de Picot de Lapeyrouse
Muséum de Toulouse

- Philippe-Isidore Picot de Lapeyrouse (1744-1818) est toulousain et issu d’une famille bourgeoise enrichie dans le négoce qui accède à la noblesse en devenant capitoul. Philippe Picot hérite du domaine et du château de Lapeyrouse-Fossat par son oncle. Après une carrière assez courte dans la magistrature, il devient naturaliste et publie L’histoire abrégée des plantes et des Pyrénées. Professeur à l’École centrale de la Haute-Garonne, à l’École des Mines de Paris (1795), doyen de la Faculté des sciences et secrétaire perpétuel de l’Académie des sciences, inscriptions et belles-lettres de Toulouse, il aborde également la vie politique. Il devient le premier président du conseil général de la Haute-Garonne en 1800-1801, maire de Toulouse de 1800 à 1806 puis député pendant les Cent jours en 1815. Il fonde le futur Muséum d’histoire naturelle dans l’ancien monastère des Carmes déchaussés et il est à l’origine de l’ouverture du lycée de garçons en 1806. Cette année-là, Napoléon Ier le nomme baron d’Empire. Son fils, Isidore, est devenu maire de Lapeyrouse-Fossat en 1819 pendant une dizaine d’années.
- Joseph-François Foulquier
- Laura Fasquel, Miss Albigeois-Midi Toulousain 2005 et 2e dauphine de Miss France 2006.
- Philippe Soulas
- Émilie Arnal

### Héraldique
| Lapeyrouse-Fossat | Son blasonnement est : Parti, au premier d'azur à la lettre P capitale d'argent, au second aussi d'azur au besant d'or, soutenu d'un croissant d'argent ; le tout sommé d'un chef cousu de gueules chargé de trois étoiles d'or. |